# Chasse aux sorcières
Pour les articles homonymes, voir Chasse aux sorcières (homonymie).

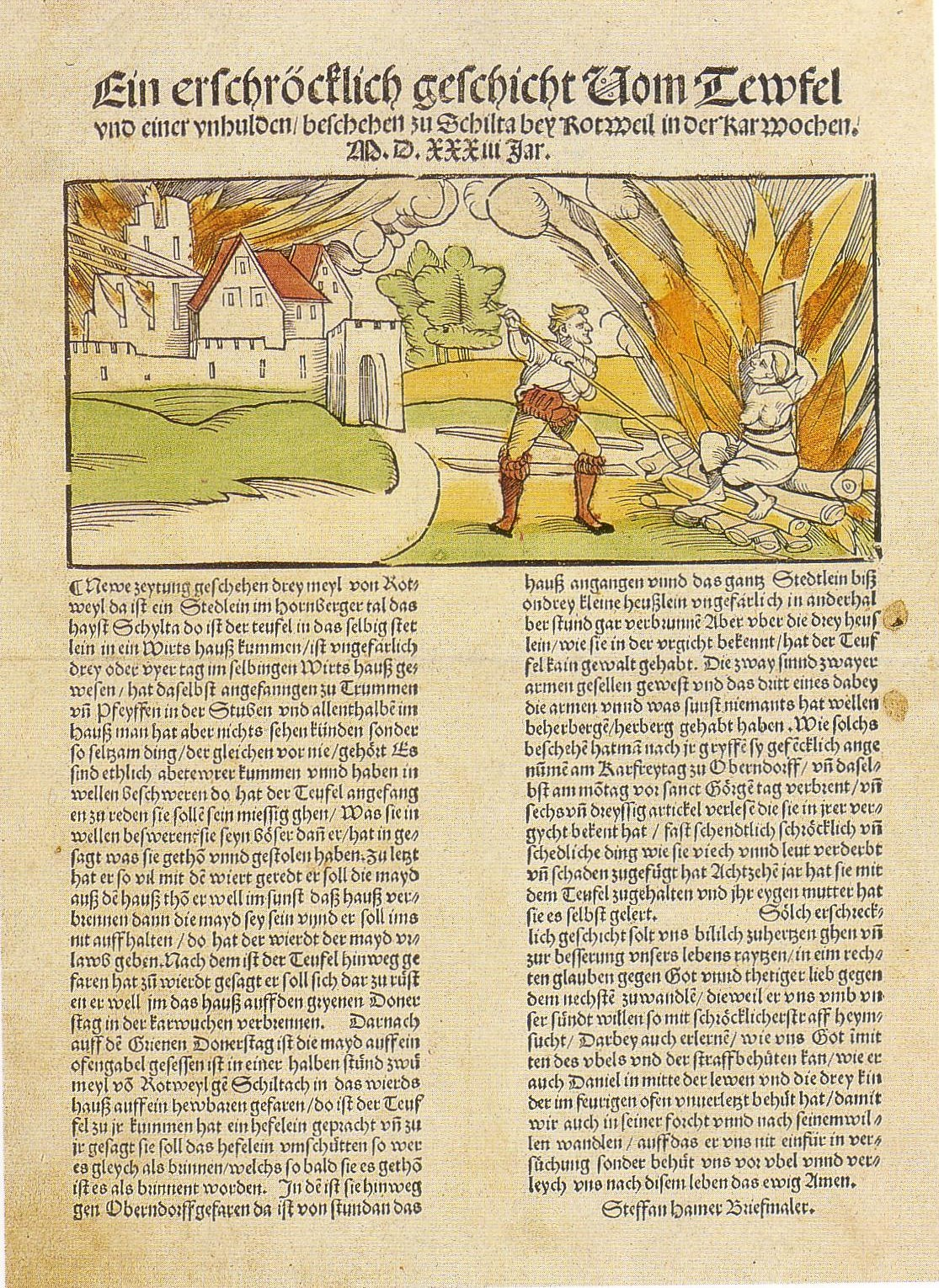
Un résumé de 1533 relatant l’exécution d’une sorcière accusée d’avoir brûlé la ville de Schiltach en 1531.

La chasse aux sorcières est la poursuite, la persécution et la condamnation systématique de personnes accusées de pratiquer la sorcellerie. Si la condamnation de pratiques de sorcellerie se rencontre à des époques et dans des cultures diverses, on connaît particulièrement les chasses aux sorcières pratiquées dans le monde chrétien (Europe, Amérique du Nord) au Moyen Âge tardif et surtout à la Renaissance. De nos jours, des pratiques de chasse aux enfants sorciers perdurent en Afrique.
Les éléments théoriques de ces croyances sont élaborés par des intellectuels et théologiens et relayés massivement grâce aux nouvelles techniques de l'imprimerie. Une série de bulles pontificales établissent la légitimité des poursuites juridiques pour instruire des procès, et des manuscrits puis des livres imprimés, véritables manuels d'inquisition comme le Malleus Maleficarum en relaient les fondements théoriques et théologiques. Ces aspects sont également repris dans une iconographie qui fonde la façon dont les sorcières seront décrites dans l'art et la culture occidentale par la suite.
En Europe, ce mouvement influencé par les pratiques de persécution des juifs et des lépreux et les méthodes de l'Inquisition pour éradiquer les hérésies, débute dans les années 1430 dans l'arc alpin par les procès de sorcellerie du Valais et connaît son apogée des années 1560-1580 aux années 1620-1630 jusqu'à sa remise en cause progressive. On estime entre 40 000 et 70 000 le nombre de sorcières exécutées,. Selon l'historienne Martine Ostorero, il convient toutefois de rester très prudent sur ces chiffres qui manquent de sources solides pour être vérifiés et que « beaucoup de victimes restent dans l'ombre ».
Le phénomène de chasse aux sorcières n'est absolument pas cantonné au Moyen Âge tardif et à la Renaissance ni aux civilisations occidentales, puisqu'on les retrouve par la suite dans les sociétés dans lesquelles la croyance dans la pratique de la magie prévaut. Des occurrences sont rapportées en Afrique subsaharienne, dans l'Inde rurale du Nord et en Papouasie-Nouvelle-Guinée. Quelques pays disposent par ailleurs d'une législation contre les pratiques de sorcellerie. Le seul pays dans lequel la sorcellerie est encore punie de la peine de mort est l'Arabie saoudite.
La chasse aux sorcières est une réalité actuelle dans divers pays africains, notamment en République démocratique du Congo et au Nigéria, attisée au début des années 2000 par la forte diffusion et les dérives doctrinaires des Églises pentecôtistes et des Églises de réveil ,. Les opposants à ces pratiques (torture, meurtre, abandon de l'enfant par sa famille) estiment que, dans deux des trente-six états du Nigéria, environ quinze mille enfants ont été accusés et mille enfants ont été tués pour sorcellerie en une décennie, et selon l'Unicef, des dizaines de milliers ont été pris pour cibles à travers l'Afrique. Selon Sam Itauma, de l'organisation Child Rights and Rehabilitation Network, la compétition entre les églises pousse de plus en plus d'entre elles à pratiquer la chasse aux enfants sorciers, celle-ci donnant à l'église une image de puissance spirituelle et pouvant également être rémunératrice, les parents payant pour l'exorcisme de leur enfant.

## Contexte et causes du phénomène

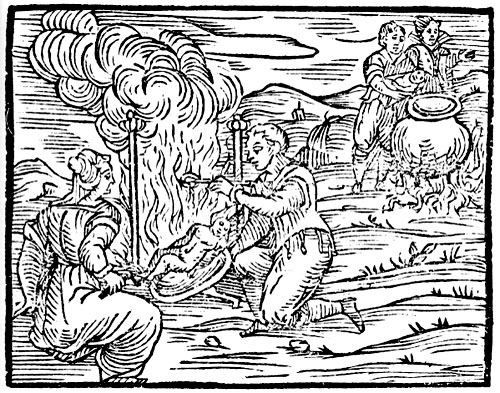
Sorcières cuisinant des enfants - tiré du Compendium maleficarum de Francesco Maria Guazzo, 1608

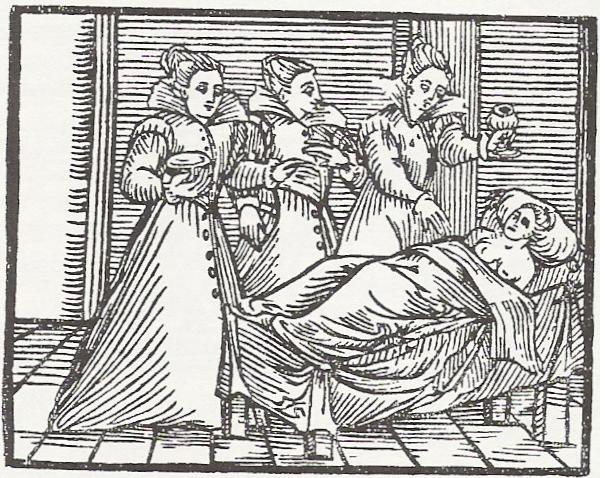
Sorcières jetant un maléfice, tiré du Compendium maleficarum

La croyance en la sorcellerie remonte à l'Antiquité. Dans ce contexte culturel, la nature est peuplée de forces surnaturelles. Un humain peut, par divers procédés (invocations, rituels), les utiliser pour réaliser un objectif ou être aidé dans la réalisation de ce dernier. Dans le cas où la sorcière utilise sa pratique pour faire le mal, elle est perçue comme n'importe quel criminel, donc poursuivie et condamnée comme telle. Le plus souvent, il ne s'agit pas d'un procès devant un tribunal, mais simplement d'une vengeance collective, d'un lynchage populaire. Dans l'Europe païenne de jadis, comme dans le Moyen Âge chrétien, il suffit parfois qu'une personne tombe malade, qu'une grange brûle ou qu'une vache meure sans cause apparente, pour que la communauté villageoise désigne un coupable que son comportement ou sa marginalité a rendu suspect — souvent un berger (qui vit à l'écart), ou le meunier ; parfois une vieille femme solitaire. On le violente, on le soumet à une ordalie, on le tue sommairement par bastonnade, noyade ou pendaison — rarement par le bûcher.

### Un phénomène avant tout populaire
La justice criminelle est parfois amenée à intervenir mais, contrairement à une idée répandue, l'origine principale des procès en sorcellerie est populaire et non institutionnelle : les autorités temporelles et ecclésiastiques ont plutôt un rôle de régulation face aux débordements de la justice populaire. Celles-ci pouvaient faire la « part du feu » pour contenter les désirs des communautés mais cherchaient avant tout, lorsqu'elles en avaient le pouvoir, à réprimer la chasse aux sorcières, notamment dans le cas d'un État central puissant : on compte ainsi parmi les territoires touchés au premier chef par la chasse aux sorcières des États centraux faibles, tels la Suisse, structurée autour d'une organisation confédérative déléguant les principaux domaines de souveraineté aux autorités locales, et le Saint-Empire romain germanique, fragmenté en un grand nombre de petits territoires avec une très faible autorité centrale de l'empereur sur les affaires civiles. La véritable épidémie de chasse aux sorcières s'est principalement répandue en Europe du Nord, notamment dans le Saint-Empire romain germanique (y compris l'Alsace, la Lorraine, la Franche-Comté et l'actuelle Belgique), et de manière plus sporadique en France, en Italie et en Espagne : on dénombre ainsi 5 000 exécutions pour sorcellerie en France contre environ 26 000 dans le Saint-Empire, alors que les deux pays ont à la Renaissance une population similaire avoisinant les 20 000 000 d'habitants.
L'analyse de la chasse aux sorcières comme instrument de domination, aujourd'hui traitée avec les plus grandes réserves par les historiens, a notamment été mise en avant au tournant des années 1970 dans le sillage de la théorie critique et d'intellectuels comme Michel Foucault. Il y a en effet là une tentative d'inscrire la chasse aux sorcières dans un paradigme d'oppression systémique par le pouvoir institutionnel, quitte à sacrifier une part de la réalité historique : c'est précisément à l'apogée de l'absolutisme dans la France de Louis XIV que l'autorité royale décriminalise totalement la sorcellerie, ce qui s'accorde difficilement avec l'idée d'une chasse aux sorcières utilisée comme instrument de pouvoir. En conjonction avec l'évolution des juristes, ce mouvement aboutit en réalité dès le début du XVIIe siècle, avant même la décriminalisation, à faire interdire par le Parlement de Paris toute forme de répression de la sorcellerie. On observe de manière significative qu'au contraire de ce qu'ont pu prétendre les analyses susmentionnées, plus les institutions sont puissantes et centralisées, plus rares se font les accusations et plus douces se font les sentences, par un effet de jugulation et de rationalisation de l'action publique.

### Contexte économique et social : le poids du climat de la Réforme
Certains mettent en avant l'influence du contexte économique : la période de la chasse aux sorcières coïncide avec le développement du mouvement des enclosures, ce qui aurait suscité une forte réaction des populations pauvres paysannes. La perte de leur autonomie par la suppression des communaux aurait alors entraîné une forte résistance, notamment des femmes qui survivent grâce à ces communaux. Toutefois, cette explication ne résiste pas à l'analyse géographique de la répartition des procès en sorcellerie, ne rendant compte du phénomène que pour l'Angleterre en laissant de côté un nombre considérable de régions affectées par la chasse aux sorcières et dont les structures foncières sont pourtant demeurées inchangées (Écosse, Saint-Empire romain germanique, Scandinavie en particulier).
L'interprétation de la chasse aux sorcières comme effort d'éradication des anciens rites païens est également considérée comme caduque,, ces rites ayant déjà été abandonnés ou assimilés aux pratiques chrétiennes depuis le haut Moyen Âge, un demi-millénaire avant les grandes vagues de persécution. Niant qu'aucun être humain puisse avoir le pouvoir de commander aux démons, l'Église catholique est en outre demeurée particulièrement circonspecte à l'égard de la répression de la sorcellerie, qu'elle estimait relever de la pure superstition populaire. Elle fait ainsi paraître au concile de Paderborn (en) une défense expresse non de pratiquer la sorcellerie mais de croire en son existence, y voyant une survivance de légende païenne plutôt qu'un phénomène réel et assimilable à une hérésie. L'Église a changé d'avis sur ce point à la fin du Moyen Âge, avant de revenir à sa doctrine initiale. L'Inquisition, quant à elle, avait pour mission de lutter contre l'hérésie, c'est-à-dire l'erreur en matière de doctrine religieuse, mais ne s'intéressait guère à la sorcellerie qui relevait, soit des tribunaux civils, soit de l'évangélisation par le prêche. On a ainsi pu dire que, plus on était près de Rome, moins il y avait de bûchers. Par ailleurs, l'institution ecclésiale était plutôt accommodante à l'égard des pratiques populaires superstitieuses, d'autant qu'elle exerçait à la fin du Moyen Âge une autorité très affaiblie sur la société par rapport aux temps de la réforme grégorienne, comme l'explique Max Weber :

« Mais il importe de souligner également un fait trop oublié : la Réforme ne signifiait certes pas l'élimination de la domination de l'Église dans la vie de tous les jours, elle constituait plutôt la substitution d'une nouvelle forme de domination à l'ancienne. Elle signifiait le remplacement d'une autorité extrêmement relâchée, pratiquement inexistante à l'époque, par une autre qui pénétrait tous les domaines de la vie publique ou privée, imposant une réglementation de la conduite infiniment pesante et sévère. [En regard de] l'autorité de l'Église catholique, “punissant l'hérétique mais indulgente au pécheur” […], l'autorité du calvinisme, telle qu'elle sévit au XVIe siècle, […] représenterait pour nous la forme la plus absolument insupportable de contrôle ecclésiastique sur l'individu. »

En réalité, il apparaît beaucoup plus plausible que la poussée de la chasse aux sorcières tire son origine de ce renforcement de l'autorité de la religion sur la vie civile par le biais de la Réforme protestante, comme tend à le montrer l'ampleur considérable que prend ce phénomène dans les terres protestantes en comparaison avec les pays catholiques. L'essor de la chasse aux sorcières coïncide en effet historiquement avec un climat de retour à la fermeté religieuse qui déstabilise l'Église dès le XIVe siècle, accusée par des précurseurs du protestantisme (Pierre Valdo, John Wyclif, Jan Hus, Jacques Lefèvre d'Étaples) de compromettre la pureté de sa mission spirituelle dans des querelles temporelles, notamment dans le contexte du Grand Schisme d'Occident et de la lutte du sacerdoce et de l'Empire.
La nouvelle rigueur des doctrines protestantes, récusant les compromis de l'Église, a donc participé à raffermir le traitement des superstitions populaires et de la sorcellerie, en suivant plus scrupuleusement les commandements divins réels ou supposés sanctionnant ceux qui se plaçaient en marge de la vraie foi. Cette quête de fidélité absolue à la vérité du dogme, remise au centre de la vie humaine par la Réforme, est également sensible dans la confessionnalisation croissante observée à la Renaissance, qui amène les nouvelles doctrines protestantes à se séparer distinctement les unes des autres comme gage d'intransigeance dans la pureté de leur foi. De manière significative, les chasses aux sorcières massives en terre catholique concernent principalement des localités allemandes, au contact direct de leurs voisines protestantes (Trèves à partir de 1587, Fulda en 1603, Wurzburg et Bamberg à partir de 1626) ; ce qui tend à montrer que ce n'est pas la Réforme elle-même qui a suscité la fermeté à l'égard des puissances occultes, mais que c'est plutôt le climat d'intransigeance religieuse croissante dans certaines régions (ici l'Europe du Nord et le Saint-Empire) qui a provoqué l'essor des chasses aux sorcières et conduit, selon le lieu et le degré de contestation de l'autorité ecclésiale, à la diffusion de la Réforme.

## Historique

### Définitions
La période de la chasse aux sorcières, initiée aux XVIe et XVIIe siècles, débute en Europe par une série de procès en Valais, connait une période particulièrement vive au XVe siècle qui se termine vers les années 1680. Elle s’accomplit dans le contexte d’une culture dominée par la peur et poussée à la délation, entraînant des exécutions principalement établies sur des ouï-dire, des tortures sans preuves directes.
La chasse aux sorcières est une thématique souvent explorée par les historiens modernistes et médiévistes. Cependant, il est important de définir la notion même de sorcellerie et de sorcière, car elle n’est pas à confondre avec l’hérésie malgré leurs points communs.
Selon Maxime Perbellini, le mot « sorcière » apparait en français pour la première fois dans le Roman d'Énéas [1160]. C'est dans cette œuvre littéraire que « la femme aux pouvoirs occultes et surnaturels se dédouble sous la figure de la Sybille et celle de la sorcière ».
Richard Kierckhefer définit le mot sorcery, en distinction avec beneficient magic, comme une magie malfaisante à but nuisible, c’est-à-dire causant une variété de maux tels que maladies, mort, pauvreté, dommages matériels, ou encore désastres surnaturels.
Néanmoins, comme l’explique Jean-Patrice Boudet, la notion même de magie « blanche » ou « noire » est anachronique pour la période du Moyen Âge, la magie elle-même était plutôt un outil aidant à accomplir le bien comme le mal. Toutefois, une certaine distinction est faite entre certaines pratiques jugées collectivement comme nocives et malsaines et d’autres pratiques dont les qualités bénéfiques sont en grande partie reconnues, telles que les remèdes de gens informés au sujet des plantes à propriétés magiques.
Il existait deux sortes de personnes se livrant à la pratique de la magie : les magiciens lettrés, appelés nigromanciens ou invocateurs de démons, et les sorciers ou sorcières.
À la différence du magicien lettré, généralement instruit et en possession de grimoires ou d'autres livres magiques, les sorcières et sorciers sont issus de milieux populaires, ne savent usuellement pas lire ni écrire, sont instruits oralement par un proche et servent de guérisseurs et envoûteurs dans leurs communautés.

### Origines et genèse médiévale

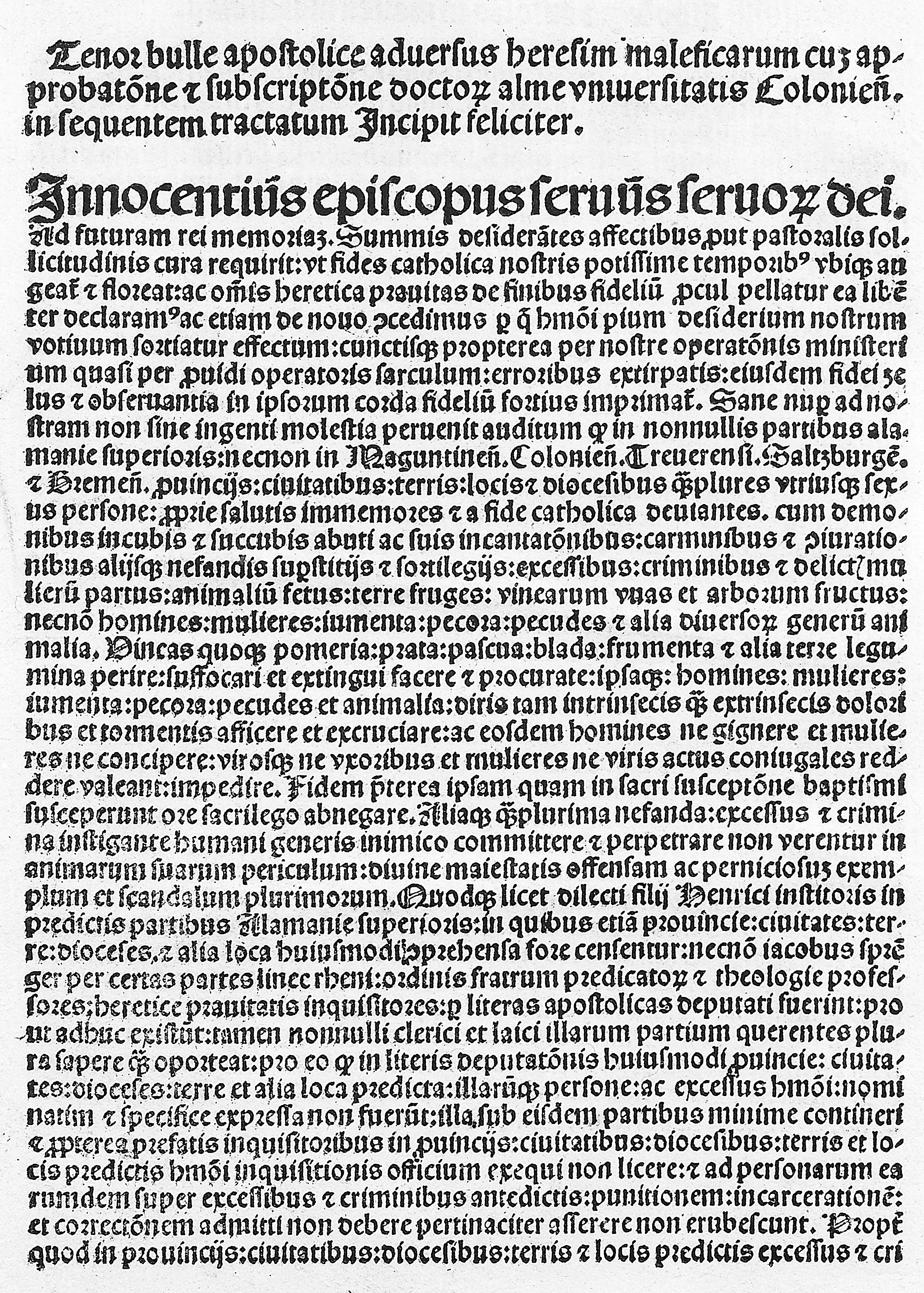
Malleus Maleficarum, début de la bulle d'Innocent VIII. Wellcome M0013811

#### Bulles pontificales
Le pape Grégoire IX rédige en 1233 la première bulle de l’histoire contre la sorcellerie, la Vox in Rama,.
Le pape Jean XXII publie ensuite en 1317 à la suite de la tentative d'empoisonnement et d'envoûtement sur sa personne une bulle élargissant les droits des inquisiteurs, puis en août 1326 la bulle pontificale Super illius specula, assimilant pratiquement la sorcellerie à l'hérésie.

##### 1233:Vox in Ramade Grégoire IX
Selon Boudet, le véritable point de départ de la chasse aux sorcières peut être retracé jusqu'au XIIIe siècle. En 1233, le pape Grégoire IX, à la demande de son inquisiteur exerçant en Allemagne Conrad de Marbourg, édicte la première bulle de l’histoire contre la sorcellerie, la Vox in Rama en y décrivant le sabbat des sorciers et leur culte du diable. Dans les années 1260, le pape Alexandre IV ordonne aux inquisiteurs de s’intéresser aux « sortilèges et divinations ayant saveur d’hérésie » autant qu’aux hérétiques qu’ils poursuivaient déjà. Ces décisions font de la sorcellerie un important crime contre la foi. La base idéologique de la proscription de la sorcellerie se met alors en place.

##### 1326:Super Illius Specula de Jean XXII
Vers 1326, le pape Jean XXII rédige la bulle Super Illius Specula, qui définit la sorcellerie comme une hérésie. Sorcellerie et hérésie, jusque-là perçues comme deux univers mentaux très éloignés, vont être assimilés pour les trois siècles suivants.

###### Contexte: le complot contre le Pape
En 1317 Le Pape Jean XXII et son neveu sont victimes d'une tentative d'empoisonnement et d'envoutement menée par Hugues Géraud, alors évêque de Cahors.
À la suite de cette affaire, le pape rédige une bulle pontificale en 1318, élargissant les pouvoirs donnés aux inquisiteurs pour intenter des procès aux sorciers.
En 1320, Jean XXII (1316-1334) consulte des spécialistes afin de déterminer le caractère potentiellement maléfique de la magie savante pratiquée par les magiciens de cour, dans les cas où le praticien invoque des démons afin de les mettre à son service. L'initiative est à mettre en lien avec la préoccupation de définir plus précisément les pouvoirs du diable, étant entendu que l'Église considère que ces pouvoirs semblent aller grandissant. C'est également dans le cadre de cette réflexion menée à la tête de l'Église que, peu à peu, la sorcellerie se trouve assimilée à une hérésie. L'Inquisition se trouve donc chargée de sa répression. Si la sorcellerie n'est au départ qu'une hérésie parmi d'autres, il n'en reste pas moins vrai qu'au cours du XIVe siècle se multiplient les procès qui l'invoquent, avec la magie, comme chef d'accusation,. Une voie que suivirent ses successeurs de Benoît XII à Alexandre V en pérennisant la chasse aux sorcières. La bulle définit la pratique de la magie et des sorts d'invocation comme dérivant directement de l'invocation des démons, ce qui permet d'en faire un crime de foi, et donc d'inculper et poursuivre dans le cadre d'un procès les personnes ayant recours à ces pratiques d'apostasie, d'hérésie et d'idolâtrie. Le crime de foi justifie le recours à un tribunal ecclésiastique, seul compétent pour évaluer la gravité du crime commis[réf. nécessaire].

##### 1484: laSummis desiderantes affectibusd'Innocent VIII
La bulle d’Innocent VIII de 1484 intitulée Summis desiderantes affectibus lance le signal de la chasse aux sorcières et organise la lutte contre la sorcellerie, élargissant la mission de l’Inquisition aux « praticiens infernaux ». Elle consacre aussi la féminisation de la chasse aux sorcières.

#### Manuscrits précurseurs

##### 1430-1440Errores Gazoriorum
Entre 1430 et 1440, un manuscrit rédigé par un auteur anonyme et intitulé les Errores Gazariorum apporte une des premières théorisations des vols nocturnes à l'aide de bâtons ou balais et du sabbat des sorcières.

##### 1440: Le Champion des damesde Martin le Franc
Avant le développement de l'imprimerie, des manuscrits font leur apparition qui ont pu inspirer les livres imprimés ultérieurement. Le Champion des Dames, un poème de Martin le Franc écrit vers 1440 est imprimé vers 1485. Au moins une copie du poème comporte deux dessins de femmes volant et chevauchant un balai, avec pour légende « Des vaudoises », car Martin le Franc se préoccupe de l'hérésie des Vaudois.

##### 1460:Contra sectam Valdensiumde Johann Tinctor
Deux autres manuscrits illustrés ont pu servir de source d'inspiration. Les deux versions de Contra sectam Valdensium de Johann Tinctor écrits vers 1460 comportent une illustration d'hérétiques vaudois embrassant la croupe d'une chèvre et chevauchant à califourchon des bêtes démoniaques en volant. Deux autres vignettes montrent des démons instruisant des hérétiques sur la façon d'embrasser un chat et un singe.

#### Livres imprimés

##### 1459: Fortalitium Fideide Alphonsus de Spina
Alphonsus de Spina est un converso, ou juif converti, qui exprime des vues antisémitiques. Dans Fortalitium Fidei Il produit une description de femmes démoniaques prétendant chevaucher la nuit avec la déesse Diane. Cette idée de la déesse Diane peut être retracée depuis le Canon Episcopi vers 900,. Alphonsus décrit aussi des femmes adorant des sangliers et tuant des enfants, des thèmes récurrents dans la description de la sorcellerie.

##### 1467: LeFormicariusde Johannes Nider
Les manuscrits de la période antérieure ont sans doute influencé par la suite le Formicarius de Johannes Nider et le Fortalitium Fidei (La Forteresse de la foi) de Alphonsus de Spina (en) écrit selon Rossell Hope Robbins (d) vers 1459 et publié en 1467 pour la première fois à Strasbourg, ainsi que les auteurs du Malleus Maleficarium de 1487, Henry Institoris et Jacques Sprenger. Johannes Nider s'intéresse plus particulièrement à la démonologie et aux incubes, mais il décrit les pouvoirs des sorcières en matière de magie, comme leur capacité à provoquer des tempêtes, à fabriquer des onguents et leurs pratiques alléguées d'utilisation de cadavres (notamment de nouveau-nés) pour préparer des potions.

##### 1486 :Malleus Maleficarumde Henri Institoris
Le Malleus Maleficarum (« Marteau des sorcières », c’est-à-dire marteau contre les sorcières), est un traité des dominicains allemands Henri Institoris (Heinrich Kramer) et Jacques Sprenger (Jacob Sprenger), ayant eu place de coauteur, publié à Strasbourg en 1486 ou 14871,2. Il connut de nombreuses rééditions. Ce texte est généralement considéré comme fondateur dans la féminisation de la chasse aux sorcières. La première partie traite de la nature de la sorcellerie, considérée comme un fait principalement féminin en raison de la supposée infériorité morale des femmes, la deuxième consistant en un manuel d'inquisition pour traquer, capturer, instruire le procès, organiser la détention et l’élimination des sorcières.

##### 1488:De Lamiis et Phitonicis Mulieribusde Ulrich Molitor

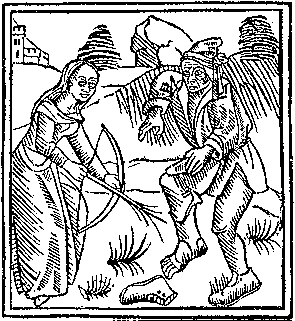
Sorcière tirant une flèche dans le pied d'un paysan dans le Lamiis et pythonics mulieribus de Ulrich Molitor.

Le Maleus Maleficarium est une source pour les écrits ultérieurs, notamment le De Lamiis et Phitonicis Mulieribus (À propos des démons et des sorcières) de Ulrich Molitor dont Albrecht Dürer s'inspire pour ses tableaux par la suite. Ce livre est imprimé vers 1488 à Constance. Il inclut des illustrations en pleines pages, fait exceptionnel au XVe siècle. Molitor rend hommage à Sprenger et Institoris dans son livre, les décrivant «comme les plus illustres docteurs». Son livre représente ni plus ni moins que les idées du Maleficarium de Sprenger et Institoris. Selon Jane P. Davidson, le livre est un terrain préparatoire pour de futurs procès en sorcellerie à Constance, faisant suite à ceux d'Innsbruck.
Molitor est considéré comme un "modéré". Il explique qu'en réalité, les sorcières ne se transforment pas en animaux ni ne volent pour aller au sabbat : c'est l'œuvre du diable qui leur fait croire qu'elles font réellement ces choses.

#### Premiers procès
Le premier procès en sorcellerie à Paris est celui de Jeanne de Brigue le 29 octobre 1390 : jugée par le Parlement, elle est brûlée vive le 19 août 1391.
Au début du XIVe siècle, le nombre de procès pour sorcellerie est encore faible en Europe. Un certain nombre de ces procès touchent des membres importants du clergé et font souvent partie de stratégies politiques, comme les procès de Boniface VIII, des Templiers, ou encore des Visconti.
Dans la seconde moitié du XIVe siècle, les procès se font plus rares, mais cette tendance s’inverse de 1376 à 1435. De la seconde moitié du XIVe siècle à la première partie du XVe siècle, la France et l’Angleterre évoluent de manière similaire, gardant un nombre de procès faible, tandis qu’en Allemagne, en Italie et plus particulièrement en Suisse, le rythme de procès augmente de manière significative et deviennent des entreprises systématiques. Ainsi Richard Kieckhefer et Martine Ostorero expliquent ce revirement de situation par l’introduction de la procédure d’inquisition en terre d’Empire à cette période. Au début du XVe siècle apparait également la croyance du pape Alexandre V et d’une quantité grandissante de membres du clergé et de juges laïques en un complot contre la chrétienté par des assemblées et sectes de sorcières et sorciers. Ce phénomène est significatif d’un transfert du rôle de bouc émissaire des Juifs ou encore des lépreux aux sorciers et sorcières.
De 1436 à 1499, le nombre des procès pour sorcellerie en Europe est désormais en moyenne trois fois plus élevé que dans la période précédente. C’est dans un contexte de peur, d’insécurité et d’affirmation du pouvoir temporel et ecclésiastique que la justice laïque poursuit la sorcellerie.
S'il est généralement admis que le phénomène massif démarre avec les procès de sorcellerie du Valais, une autre explication moins en vogue explique le début des grandes chasses aux sorcières par l'évolution des accusations de la démonolâtrie au crime de vénéfice (empoisonnement) puis au sabbat. Sans réalité de vols nocturnes de sorcières pour se rendre au sabbat, il est en effet impossible de démontrer l'existence d'une secte de sorcières, et partant les chasser. Selon cette approche, le phénomène démarrerait aux environs de 1408 dans les Pyrénées (alors que la plupart des études académiques depuis les années 2000 situent le début des grandes chasses dans le Valais en 1428). L'occultation de cette chasse dans le sud de la France au moment de son démarrage tiendrait au fait que les crimes d'empoisonnement ne seraient pas pris en compte dans l'hypothèse valaisanne.
C’est à ce moment que la sorcellerie populaire prend la place de la magie rituelle des invocateurs de démon et passe au premier plan de la prohibition. À ce moment se fixe au Nord de la Loire l’image stéréotypée de la sorcière que l’on connait encore à nos jours. L’idéologie de la chasse aux sorcières qui se met en place se construit selon 3 étapes. Tout d’abord, l’aspect du crime de foi, qui se base sur une culture dénonciatrice du paganisme, de l’impiété et de l’hérésie dont font preuve magiciens et sorciers, centrée autour de la bible et d’une hantise du péché originel assigné au genre féminin entier. Ainsi, on observe une féminisation et une démocratisation des accusés. Désormais, les sorcières puisent leur énergie maléfique et destructrice du Diable lui-même.
Ensuite, l’évolution de l’imaginaire touchant à la mort et au Mal. Tandis que la mort est considérée plutôt comme un sommeil apaisé et éternel et le Diable comme une figure imaginaire et comique aux XIIIe et XIVe siècles, le contexte change la situation. À la suite de l’épidémie de peste noire décimant l’Europe au XIVe siècle, puis surtout avec les ébranlements, les guerres et l’incertitude touchant les XVe et XVIe siècles, la mort devient quelque chose dont il faut avoir peur, quelque chose à redouter. La peur étant omniprésente, le diable se transforme pour incarner le Mal.
Enfin, les traités de démonologie et les descriptions des rituels pratiqués lors du sabbat, qui devient en quelque sorte une antithèse de l’eucharistie, par les sorciers et sorcières, tel que cannibalisme, meurtre d’enfants et accouplement avec le démon, en font le summum de la dévotion au mal. De fait, ces textes concrétisent l’imaginaire du mal. Ces récits et traités décrivent l’adoration du démon et du mal par les sorcières, et circulent, après les premiers manuscrits, sous forme d’ouvrages imprimés. Ils encouragent la peur du Mal et la peur de la sorcière, qui commet une hérésie suprême.
Les premières chasses aux sorcières ont lieu dès le deuxième quart du XVe siècle. La majorité des accusés sont des femmes, en grande partie pauvres, âgées de plus de 50 ans et le plus souvent isolées. Cette féminisation de la sorcellerie est encore implicite dans la bulle d’Innocent VIII de 1484, la Summis desiderantes affectibus, dans laquelle il lance le signal de la chasse aux sorcières et organise la lutte contre la sorcellerie, élargissant ainsi la mission de l’Inquisition aux « praticiens infernaux ». Elle est au contraire tout à fait explicite dans les deux célèbres ouvrages démonologiques qui suivirent la création de cette bulle papale. Tout d’abord, le Malleus Maleficarum (1486), par Heinrich Kramer et Jacques Sprenger, deux dominicains. Il s’agit d’une enquête commanditée par l’Inquisition qui décrit les sorcières, leurs pratiques, et les méthodes à suivre pour les reconnaître. Le Malleus Maleficarum, ou Marteau des sorcières en français, est un véritable succès : il connut près de trente éditions latines entre 1486 et 1669. Le manuel rédigé par les deux dominicains servit de référence à la justice séculière qui condamnait les sorciers. Le deuxième ouvrage, De lanii et phitonicis mulieribus ou Des sorcières et femmes devins (1489), du docteur en droit canon et juge au tribunal de Constance, Ulrich Molitor, est moins connu que le premier, et considère les sabbats non comme la réalité mais comme des illusions diaboliques. Il s’aligne cependant avec le Malleus pour réitérer la nécessité d’exécuter les sorcières pour leur hérésie et apostasie.
Actuellement, les historiens tendent à considérer la persécution des sorciers comme un enjeu stratégique entre les puissances laïques et ecclésiastiques et comme « un instrument de pouvoir ». Robert Muchembled et Jacques Chiffoleau voient dans la genèse de la chasse aux sorcières la naissance de l’État moderne, de la christianisation excessive du pouvoir temporel et de « l’extension de la notion de majesté ». Pour Jean-Patrice Boudet, la genèse médiévale de la chasse aux sorcières prend place dans un contexte où l’Église, l’État et les locaux semblent vouloir surpasser l’orthodoxie des autres. Dans ce contexte semblent avoir lieu des rivalités d’idéologie et de grands conflits entre la Papauté et le roi de France. Et c’est dans ce contexte que les procès pour sorcellerie sont utilisés comme stratagèmes politiques – de la même manière que le fait l’entourage de Philippe le Bel au début du XIVe siècle. Comme il le conclut dans son article, Boudet rapporte qu’« en France comme en terre d’Empires, sorciers et sorcières semblent donc avoir été surtout les victimes, parmi d’autres, de « surchristianisation » du pouvoir temporel qui caractérise l’automne du Moyen Âge et la première partie des Temps modernes ».

### Prohibition, condamnation et persécutions

#### Répression judiciaire

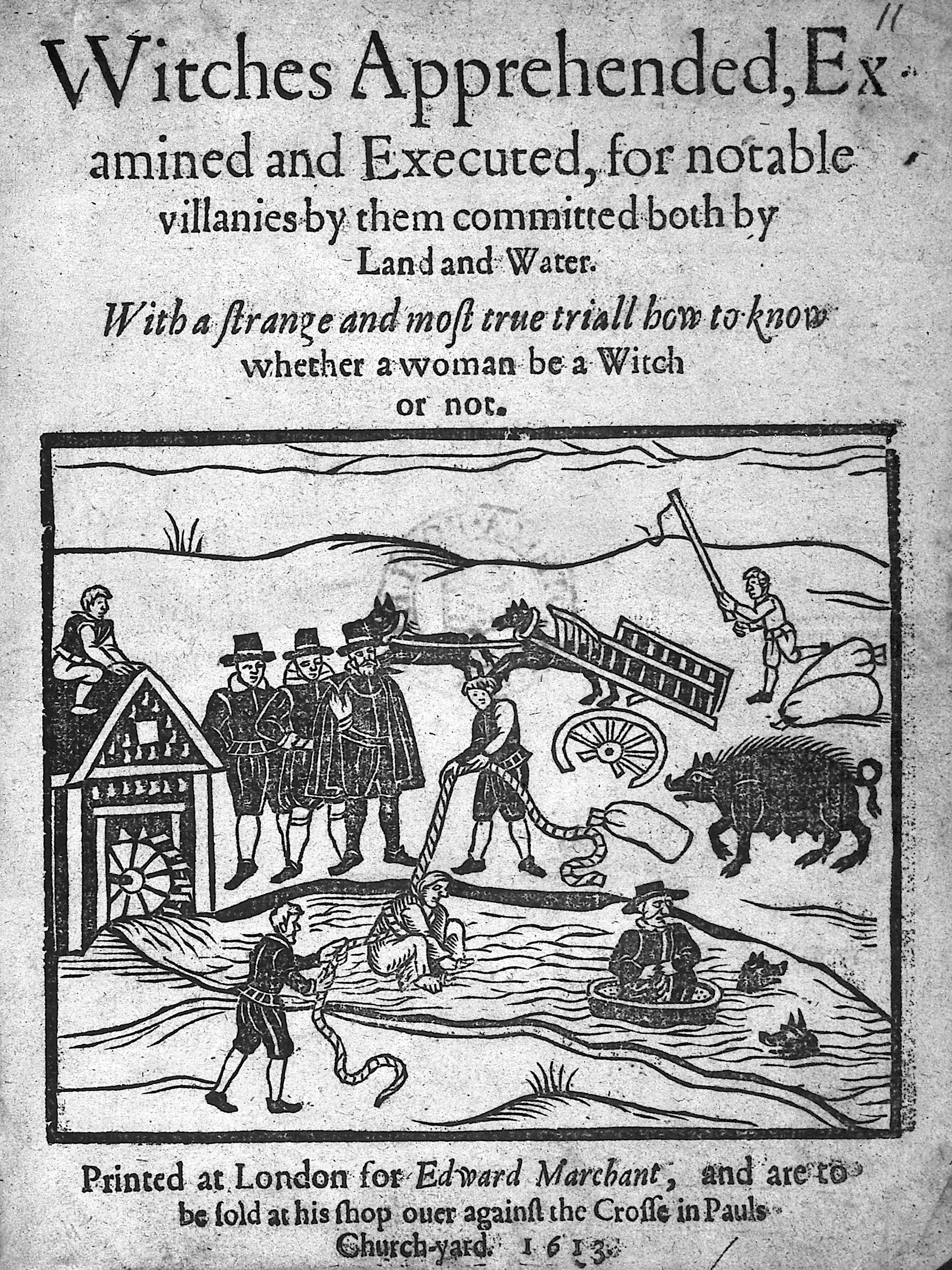
Sorcière soumise à l'ordalie par l'eau froide (aqua frigida) en Angleterre (1613).

En ce qui concerne le point de vue judiciaire de la prohibition de la sorcellerie, il y a en principe deux genres de législation. Tout d’abord, il y a celle des autorités séculaires (comme le roi), qui pouvaient prescrire les peines (comme l’exécution) qu’elles jugeaient adéquates au crime de sorcellerie. En règle générale, ce type de condamnation légale se concentre surtout sur les dégâts causés par l’utilisation de la sorcellerie.
Ce n’est pas le cas du deuxième genre de proscription de l’Église, qui quant à elle se préoccupe de l’offense à Dieu que sont les cérémonies, rites et croyances qui accompagnent la sorcellerie au moins tout autant que des préjudices matériaux engendrés. L'Église pouvait ainsi prononcer une excommunication ou exiger une pénitence.
Cependant, il est simpliste de diviser la condamnation de la sorcellerie ainsi, car bien souvent les deux aspects sont indissociables. Le gouvernement n’est pas laïc, et bien des souverains étaient influencés par des hommes d’Église et la législation ecclésiastique faisait partie du code séculier.
Si la chasse aux sorcières telle qu’on l’évoque dans la culture populaire s’est mise en place au XVe siècle, la poursuite et la persécution d’individus accusés de sorcellerie existe déjà depuis longtemps.
On trouve déjà des mentions de l’interdiction de l’utilisation de la magie à des fins nuisibles dans certains codes législatifs des peuples germaniques au début du Moyen Âge. Un code provenant du peuple des Wisigoths, par exemple, datant du VIe siècle fait mention de sorciers nomades levants de terribles tempêtes ou acceptant de l’argent pour jeter de mauvais sorts.
Cependant, l’un des éléments les plus frappants dans l’évolution de la proscription de la sorcellerie est la variation des punitions qu’elle engendre. Au tout début du XVe siècle, une personne accusée de sorcellerie à Lucerne encourait majoritairement une excommunication ou un bannissement. Pendant la fin de la dernière décennie de ce même siècle, la même accusation dans la même ville avait un haut risque de mener à une exécution au bûcher.
Cette transformation est souvent attribuée à la naissance du concept de la sorcière diabolique, qui attise les peurs.

#### Persécutions et procès

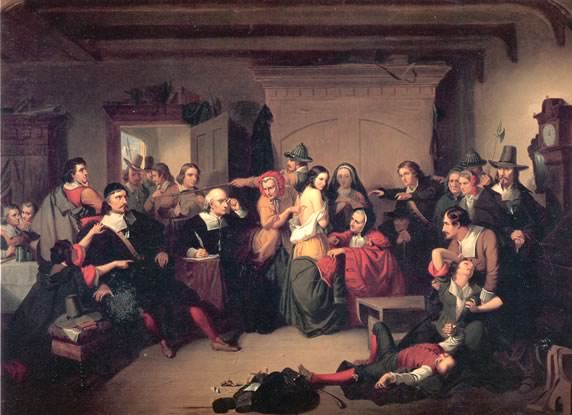
Examen d'une sorcière pendant un procès par Thomkins H. Matteson en 1853 (Collection du Peabody Essex Museum).

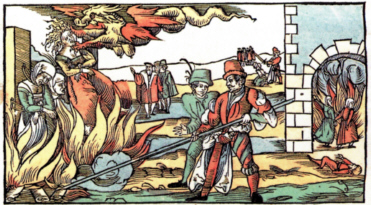
Sorcières brûlées sur le bûcher en 1555 à Derenburg.

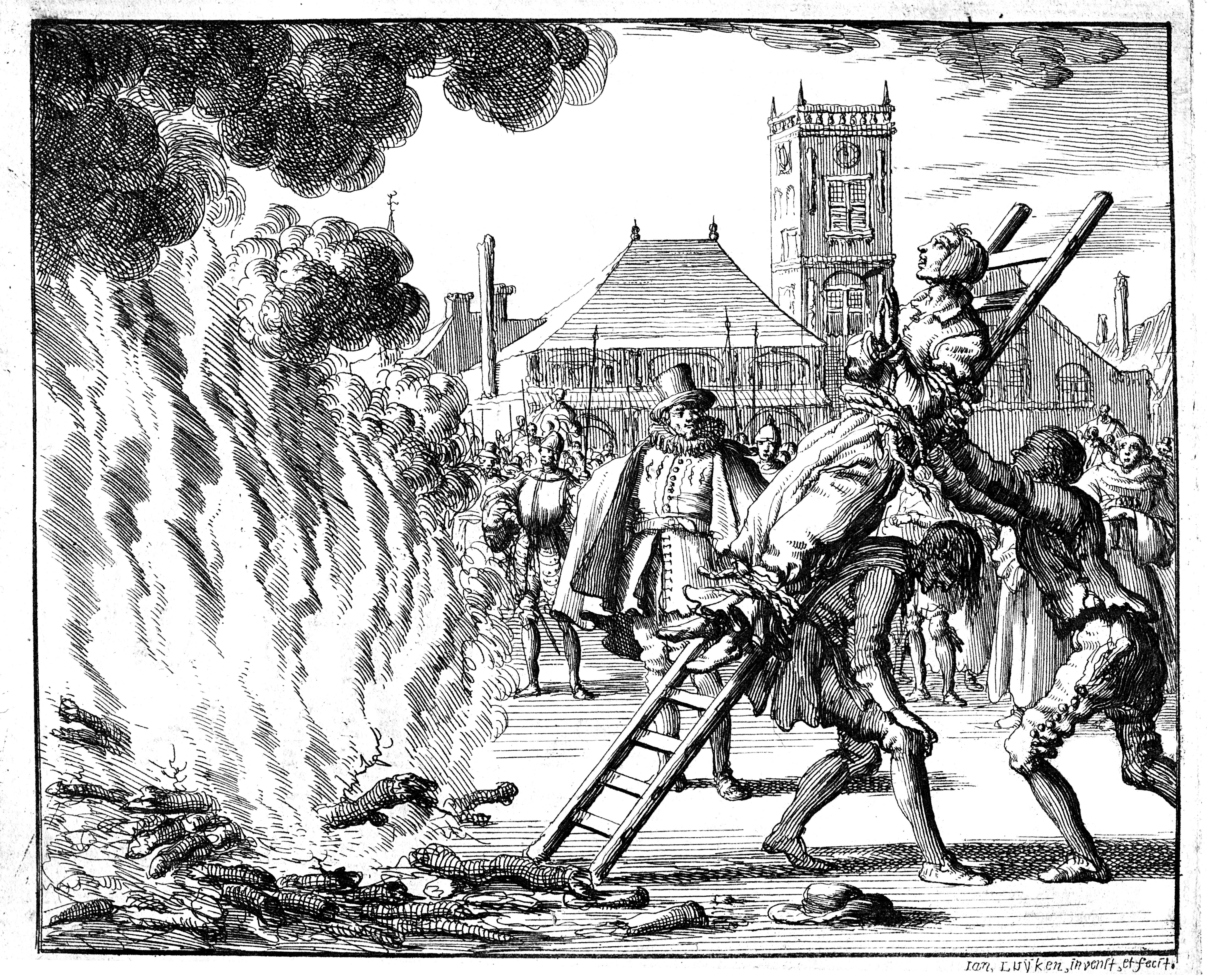
Exécution de Anneken Hendriks à Amsterdam en 1571.

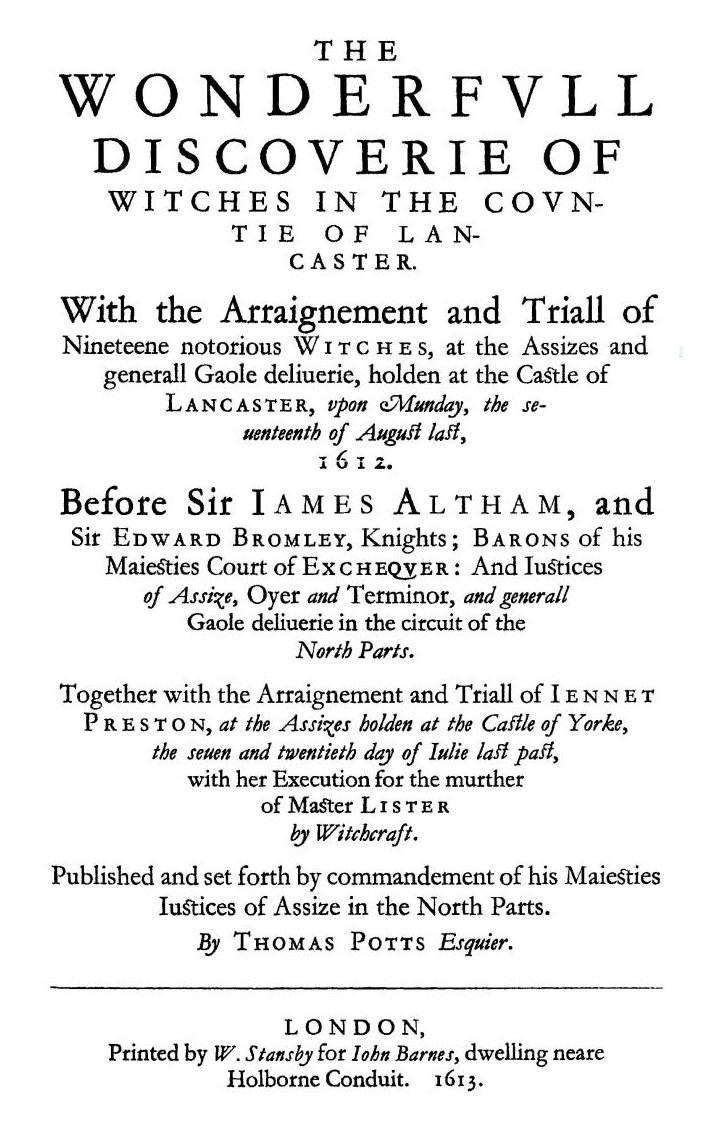
The Wonderful Discoveries of the Witchcraffts (1619) retrace les procès pour sorcellerie dans le comté de Lancashire du 18 au 19 août 1612.

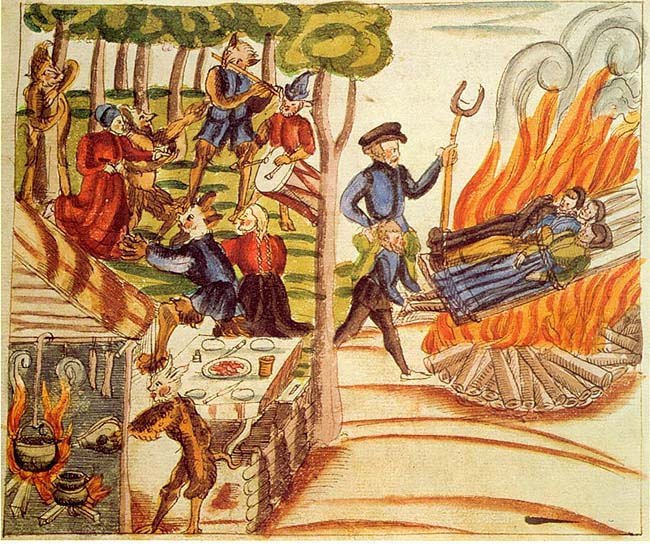
La persécution des sorcières, représentation de Verena Trost, Barbara Meyer et Anna Lang (1574).

À la suite du début de la chasse aux sorcières au début du XIVe siècle, après l’émission de la bulle Summis desiderantes affectibus d’Innocent VIII de 1484 (précédée en 1326 par la bulle de Jean XXII Super ilius specula), et la parution d’une quantité grandissante d’ouvrages démonologiques diabolisant l’imaginaire du sabbat, commence un mouvement d’arrestations systématiques dans toute l’Europe.
On peut observer ce phénomène principalement en Allemagne, en Suisse et en France, mais également en Espagne et en Italie. Cette première vague dure environ jusqu’en 1520. Puis une nouvelle vague apparaît de 1560 à 1650. Les tribunaux des régions catholiques mais surtout des régions protestantes envoient les sorcières au bûcher. On estime le nombre de procès à 100 000 et le nombre d'exécutions à environ 50 000. Brian Levack évalue le nombre des exécutions à 60 000. Anne L. Barstow révise ces nombres et les élève à 200 000 procès et 100 000 exécutions en prenant en compte les dossiers perdus. Mais Ronald Hutton fait valoir que l'estimation de Levack prenait déjà en compte les dossiers manquants, lui-même penche pour 40 000 exécutions.
Cependant, d’après Laura Stokes, l’application et la sévérité de cette chasse aux sorcières n’est pas uniforme à travers l’Europe, comme elle le démontre en prenant les villes de Bâle, Lucerne et Nuremberg comme exemple. On peut observer une variété de cas différents non seulement entre les cités mais également avec elle-même à travers le temps. À Nuremberg, par exemple, malgré la publication par Heinrich Kramer d’une version abréviée du Malleus Maleficarum appelée le Nürnberger Hexenhamme, et bien que la ville devienne fortement préoccupée par la réformation et la punition de transgressions morales, elle ne place pas grande foi dans les accusations de sorcellerie, les considérant plutôt comme superstitions populaires et ignorance. À Bâle également, cette notion est finalement rejetée après un pic de sévérité au milieu du XVe siècle. Au contraire, si le stéréotype a mis du temps à s’incruster dans les mentalités à Lucerne, on peut y constater un crescendo de violence judiciaire envers les sorcières.
Ce changement des méthodes et punitions appliqués aux accusés de sorcellerie coïncide avec la réception de la loi romaine dans les pays germanophones. C’est un procédé qui culmine dans le second quart du XVe siècle, en même temps que le début de la chasse aux sorcières. D’après Laura Stokes, ces éjections prennent place du fait du statut et de la perception des élites urbaines d’elles-mêmes ; celles-ci réalisent que dans ces temps troublés, elles devaient démontrer et asseoir leur autorité et légitimité à travers une nouvelle façon de gouverner. Dans cette situation, un durcissement du point de vue légal sur le crime n’était pas malvenu. Cette théorie peut expliquer le besoin de faire des exemples des sorcières à travers la sévérité de leurs procès. Comme Stokes le rapporte elle-même, « finalement, la transformation du système judiciaire du XVe siècle peut être attribué à la mentalité des personnes au pouvoir de ces villes, à leur nouvelle identité en tant que classe régnante, et à leur propre sens de la responsabilité pour le bien de la communauté » . Le début du phénomène de la chasse aux sorcières s’inscrit donc dans un mouvement beaucoup plus vaste tendant à la discipline morale de la société, qui rassemble des tentatives de suppression d’une quantité bien plus nombreuse de conduites, comme la sodomie ou le vol.
En 1613, en Allemagne, le superintendant de Henneberg déclarait : « Les autorités ne doivent pas permettre aux avocats de s'occuper des affaires de sorcières et de leur sauver la vie pour provoquer encore plus de dommages et de maux. Car tout le mal que de telles fiancées du diable font, les régents et les honorables avocats devront un jour en répondre devant Dieu et la chaire du Christ. » Les juges pratiquent une certaine douceur dans le questionnement, pour mettre l'accusée en confiance, mais les questions théologiques, comme celles qui furent pratiquées pour le procès de Jeanne d’Arc, perdent les pauvres paysannes sans culture que ces femmes étaient le plus souvent. Les plus cultivées, comme Adrienne d'Heur en 1646 lorsqu'on lui demande si elle croit aux sorciers, sait que si elle répond non, on l'accusera de ne pas croire au diable et donc de s'opposer au dogme de l'Église et que si elle répond oui, on lui demandera d'où elle tient cette certitude suspecte : connaîtrait-elle donc personnellement des sorciers ? Adrienne sent le piège et répondra qu'elle croit aux sorciers parce que la Bible en parle.
L'historien Alfred Soman qui a dépouillé les archives du Parlement de Paris jugeant en appel, de 1565 à 1640, des décisions des juridictions inférieures, montre que sur les 750 procès de sorcellerie en appel, un peu plus de la moitié des appelants sont des hommes (ce qui remet en cause le stéréotype de la sorcière qui doit céder en partie la place au sorcier, remise en cause qui doit cependant être nuancée). Les jugements (41,4 % de relaxes et 8,2 % de condamnations à mort) illustrent aussi une décriminalisation de la sorcellerie en France à cette époque : la justice en appel, contrairement parfois aux juges locaux, ne se laisse pas déborder par la vindicte populaire pratiquant des exécutions sommaires de sorciers et sorcières par lynchage ou par noyade.

#### Délation et accusés
L’accusation de magie ou de sorcellerie s’appuie en partie sur la réputation des individus. Les sorciers présumés sont souvent des personnes marginalisées ou discriminées, comme les prostituées, les enfants illégitimes, les concubins, les étrangers et les juifs. Les accusations peuvent aussi être portées après des querelles de voisinages. On attribue au crime de sorcellerie 71 morts d’enfants, 63 cas de maladies 32 morts d’animaux, 29 décès adultes dans le Haut Dauphiné entre 1436 et 1445.
L'épidémie de sorcellerie vient sans doute aussi du fait que les rétributions des inquisiteurs, mais aussi des délateurs, se faisaient au nombre d'inculpés. Les prisons sont remplies, le nombre d'accusés dépasse le ridicule (plus de douze mille participants à un sabbat, selon P. de Lancre). Deux enfants de dix et douze ans accusèrent leur mère « pour avoir du pain ».

### Fin des sévices
Le mouvement de la chasse aux sorcières ralentit sur le continent européen et se termine XVIIe siècle, pour plusieurs raisons. En France, le Parlement de Paris, de moins en moins impliqué vis-à-vis des œuvres de démonologie, n'est plus aussi rapide à exécuter les sorcières. De plus les superstitions et croyances en des sectes de gens dotés de pouvoirs surnaturels, dont le but était de propager le mal et la dévastation, décroissent avec les ans. En outre, l'essor de la médecine et la stabilisation de la société qui font que peur et maladies s'estompent, rendent le besoin d'un bouc-émissaire surnaturel caduc. La présence même de sorcières est remise en question, et devient vite considérée comme une simple superstition. Les dates varient selon les nombreuses régions, mais la chasse aux sorcières prend principalement fin dans les années 1680.
Des penseurs, libertins ou cartésiens, récusent peu à peu l'idée de sorcellerie démoniaque, l’Église elle-même se fait plus circonspecte. Dès 1601, le Parlement de Paris interdit l'épreuve de l'eau ; en 1624 surtout, le droit d'appel au parlement est obligatoire en cas de sentence capitale. Celles-ci sont de plus en plus atténuées par le pouvoir central. La grande Ordonnance de procédure criminelle de 1670 ne fait aucune allusion à la sorcellerie. En France, l’Édit de juillet 1682 la décriminalise entièrement.
Parmi les dernières femmes exécutées pour sorcellerie en Europe on compte Anna Göldin, condamnée en 1782 dans le canton Glaris en Suisse, deux Polonaises qui auraient été exécutées pour sorcellerie en 1793, Barbara Zdunk est exécutée à Reszel en 1811. Dans les cas d'Anna Göldin et de Barbara Zdunk, le verdict officiel ne mentionnait pas la sorcellerie, celle-ci ayant cessé d'être reconnue comme une infraction pénale.
Parmi les dernières victimes, on peut citer Anne Duval, veuve Chauffour, vieille paysanne à Bournel. Accusée de leur avoir jeté des sorts par quatre voisines, ces dernières s'emparent d'elle le 12 décembre 1824 avant de lui donner une bastonnade, puis de lui attacher les mains et lui brûler grièvement les deux jambes. Lassées, elles finissent par relâcher leur victime qui parvient à rentrer difficilement chez elle. Sa fille porte plainte le lendemain. Après deux enquêtes de gendarmerie, un procès en assises condamne deux des tortionnaires à 5 ans de réclusion. En 1850, une histoire similaire se déroule à Camalès : un couple de paysans furent persuadés que Jeanne Bédouret, épouse Larcade, leur voisine de 80 ans, était une sorcière qui leur avait jeté des sorts et était responsable notamment de la maladie de leur fille et de la mort de leur vache. Le 30 avril 1850, ils l'attirèrent chez eux, puis lui brûlèrent grièvement les deux jambes dans un four, avant de la retourner et de l'enfourner par la tête. Ils finirent par relâcher leur victime en la maudissant. Elle se traîna jusque chez elle, put être interrogée par un juge avant de succomber à ses brûlures six jours plus tard. Le procès condamna les époux à 4 mois de prison. En 1886 à Luneau, le couple composé de Georgette et Sylvain Thomas brûle vive la mère de celle-ci, l'estimant possédée et responsable de leur malheur.

### Réhabilitation

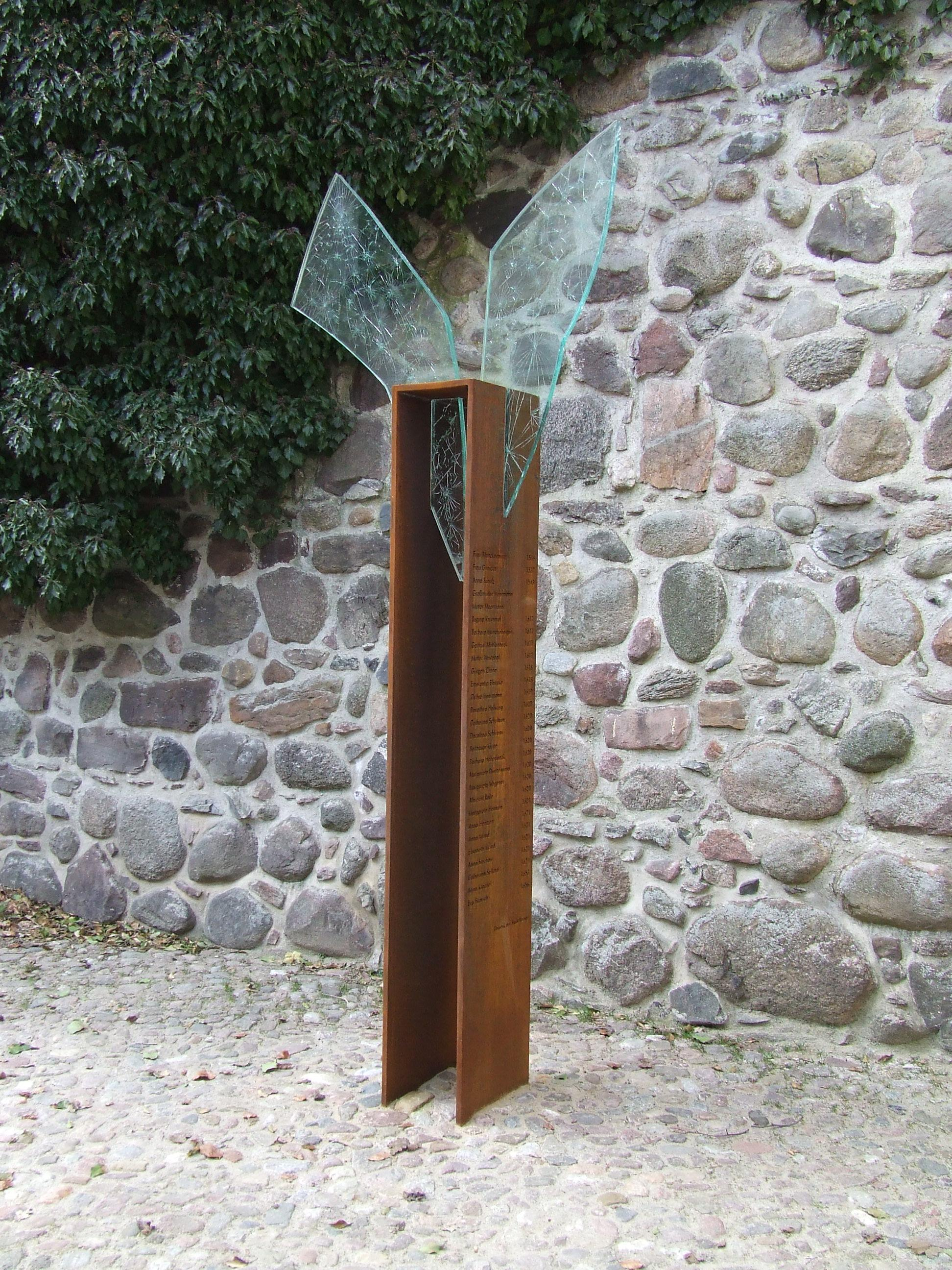
Monument aux victimes de la chasse aux sorcières des, Bernau, Allemagne

En 2001, la Chambre des représentants du Massachusetts aux États-Unis réhabilite les victimes des procès des sorcières de Salem menés entre 1692 et 1693 qui avaient abouti à l'éxécution de vingt personnes (quatorze femmes et six hommes).
En décembre 2021, un projet de loi visant la réhabilitation de près de 4000 personnes condamnées pour sorcellerie a été déposé au parlement écossais par la députée Natalie Don.

## Détracteurs et défenseurs

### Détracteurs

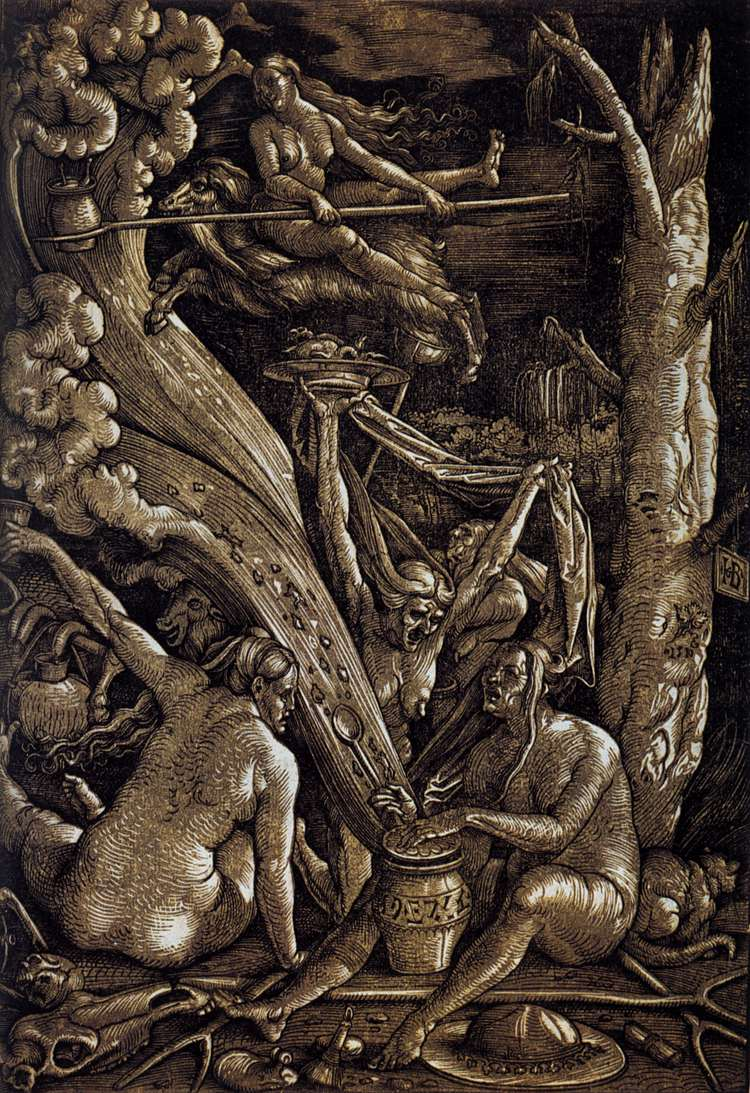
Le sabbat des sorcières, gravure de Hans Baldung.

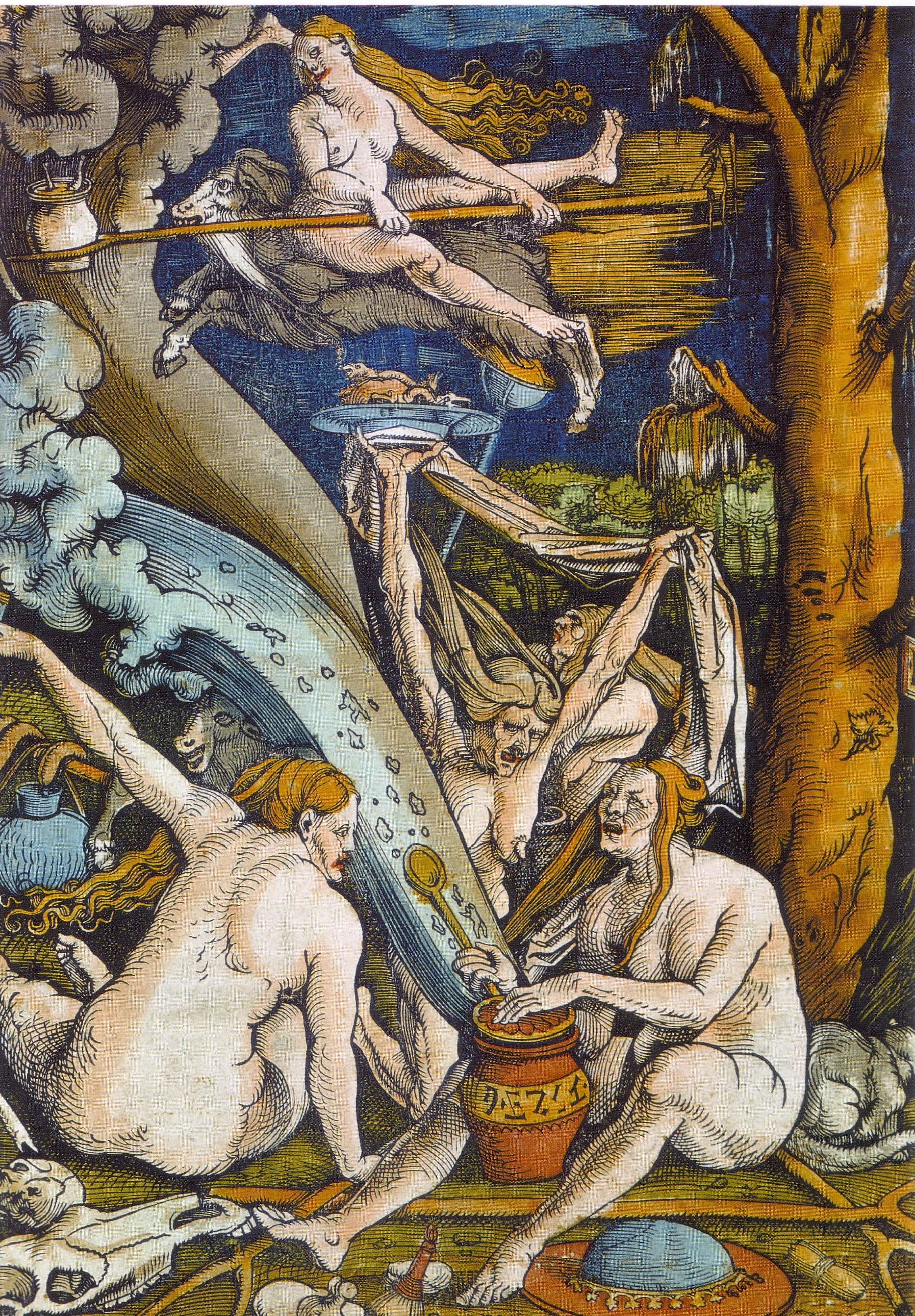
Version colorisée de la gravure de Baldung, 1508.

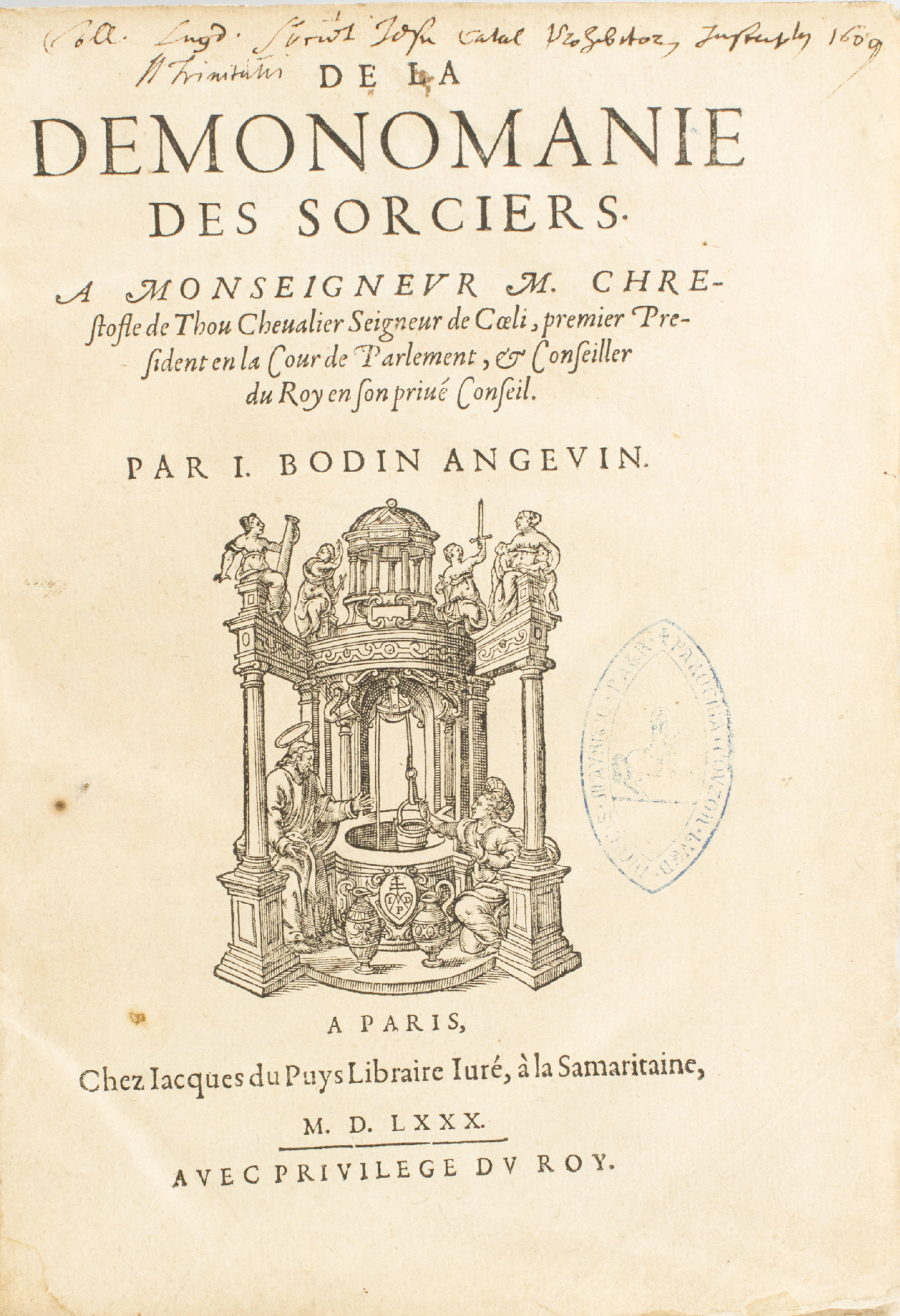
Démonomanie des sorciers par J. Bodin.

Selon Silvia Federici, une véritable campagne médiatique est orchestrée pour susciter "une psychose de masse", avec notamment des artistes comme Hans Baldung,. Les grands détracteurs des sorcières, outre les autorités religieuses furent des philosophes et économistes reconnus, les mêmes qui défendirent l'éradication des communaux dans le mouvement des enclosures. Tout cela selon Federici a pour but de briser la résistance populaire à la suppression des communs. Les femmes sont particulièrement touchées par le phénomène en raison de leur exclusion progressive de la monétarisation de l'économie, la suppression des communs leur ôtant dès lors l'accès à des moyens de subsistance autonome. On peut ainsi comprendre leur grande implication dans la résistance au mouvement des enclosures et la nécessité pour ses défenseurs de briser la résistance féminine.
Jean Bodin, économiste auteur du premier traité sur l'inflation, est expert judiciaire dans des procès en sorcellerie, ce qui l'amène à publier en 1580 De la démonomanie des sorciers. Ce livre est censé constituer un livre de preuves de l'existence de la démonologie et des sorciers, se basant notamment sur les confessions obtenues sans torture de Jeanne Harvilliers, condamnée au bûcher en 1578,,.
Bodin pense qu'il vaut mieux que les sorcières soient brûlées vives plutôt que d'être étranglées avant d'être brûlées. L'historien Lucien Febvre questionne les positions de Bodin sur la sorcellerie. L'historien Trevor-Roper écrit également que la chasse aux sorcières est défendue par « les pages cultivées de la Renaissance, les grands réformateurs protestants, les saints de la Contre-réforme. les érudits, les légistes et les hommes d'église ». Le philosophe Thomas Hobbes questionne la réalité de la sorcellerie mais considère les condamnations efficaces comme moyen de contrôle social,.
Selon Silvia Federici, les autorités inquisitoriales diminuent le rythme des procès après la Réforme. L'inquisition dépend des pouvoirs temporels et législatifs pour mettre en place les procès et exécutions des peines, ce qui demande une étroite coopération avec l'État. Selon Ruth Martin et E.W Monter, l’inquisition méditerranéenne, notamment les procès de Venise sont relativement modérés dans leurs condamnations des actes de sorcellerie par rapport aux tribunaux civils,.

### Défenseurs
- Henri-Corneille Agrippa de Nettesheim (1486-1535), savant ésotériste allemand.
- Jean Wier (1515 ou 1516-1588), médecin néerlandais, élève du précédent, publie De Praestigiis daemonum et incantationibus ac venificiis libri V en 1563 en opposition au Malleus Maleficarum (Le marteau des sorcières). Il y défend l'idée que les hallucinations des sorcières sont dues à des troubles de l'humeur, préfigurant ainsi la naissance de la psychiatrie[70],[71].
- Cornelius Loos (1546-1595), prêtre et théologien catholique, est le premier clerc catholique à s'opposer aux procès de sorcières. Malheureusement, en 1592, il est emprisonné par l’Église et forcé de se rétracter. Son livre ne sera pas publié mais le manuscrit en sera redécouvert en 1886.
- Anton Praetorius (1560-1613), théologien calviniste allemand, publie en 1598 sous le nom de son fils Von Zauberey und Zauberern Gründlicher Bericht ("Étude approfondie de la sorcellerie et des sorciers") où il dénonce la persécution des sorcières et l'usage de la torture.
- Jules Michelet publie La Sorcière en 1862, essai dans lequel il présente une figure imaginaire de la sorcière, constituée en réaction aux violences du haut Moyen Âge inspirée par un paganisme et une manifestation de l'esprit de nature.

## Raisons invoquées à l'encontre de la sorcellerie

### Médecine traditionnelle
La population, essentiellement rurale, n’avait guère d’autre recours pour se soigner que d'avoir recours à des pratiques de médecine populaire. Ces méthodes définies comme magiques se heurtent au rationalisme de la Renaissance. Les sages-femmes sont accusées de pratiquer des avortements., C'est aussi le motif retenu contre des femmes africaines qu'on veut évincer d'un environnement d'affaires, comme dans le cas de Crispina Peres accusée de sorcellerie pour sa médecine ancestrale mais surtout parce qu'elle est une concurrente aux entrepreneurs colons,.

### Aspects liés à l'émancipation des femmes
Selon l'historienne Alison Rowlands spécialiste de la chasse aux sorcières :

« les interprétations féministes les plus radicales de la chasse aux sorcières ont émergé dans un contexte d'activisme politique féministe hors de la sphère académique, et étaient par conséquent polémiques et historiquement imprécis. [Les historiens] critiquent le présupposé des féministes radicales selon lequel les chasses aux sorcières étaient des “chasses aux femmes”, la sur-dépendance de leur analyse au manuel de démonologie Le marteau des sorcières (Malleus Maleficarum), leur réticence à travailler sur les archives des procès de sorcières, et leur usage anhistorique des termes “misogynie” et “patriarcat” qui minimise la spécificité historique de la culture et de la société de la Renaissance. »

— Alison Rowlands
En contrepoint, Rowlands note cependant que cette antipathie de nombreux historiens académiques envers les analyses féministes, en particulier celles des féministes radicales, « peut cependant être contre-productive, car elle les dissuade de travailler à partir des éclairages utiles que le féminisme jette sur le caractère genré des accusations de sorcellerie, en particulier en relation avec l'analyse du patriarcat ». Elle déplore que l'historienne féministe Christina Larner, auteur d'une « étude révolutionnaire sur la chasse aux sorcières en Écosse », ne soit citée que de façon sélective par ses confrères : sa formule « La sorcellerie n'était pas spécifique au sexe mais elle était liée au sexe » est souvent reprise, alors que l'est beaucoup moins son observation subséquente « Les femmes qui étaient accusées étaient celles qui remettaient en cause la vision patriarcale de la femme idéale »[réf. nécessaire].
Pour Rowlands elle-même, « Le genre influençait [shaped] tous les aspects de la sorcellerie et des procès en sorcellerie aux Temps Modernes ».
Selon Silvia Federici, auteure de Caliban et la sorcière :

« Le fait que les victimes, en Europe, aient principalement été des paysannes explique probablement l'indifférence des historiens à ce génocide. Une indifférence qui a frôlé la complicité, l'effacement des sorcières des pages de l'histoire ayant contribué à banaliser leur élimination physique sur le bûcher, laissant penser qu'il s'agissait d'un phénomène mineur, voire une affaire de folklore.

Ceux qui se sont penchés sur la chasse aux sorcières (par le passé exclusivement des hommes) se montraient souvent dignes héritiers des démonologues du XVIe siècle.Tout en déplorant leur extermination, beaucoup ont tenu à les représenter comme de malheureuses folles, frappées d'hallucinations, de sorte que leur persécution prenait un sens de « thérapie sociale », servant à renforcer la cohésion sociale. On a décrit cette persécution en termes médicaux, une « panique », une « folie », une « épidémie », caractérisations qui toutes disculpent les chasseurs de sorcières et dépolitisent leurs crimes.

Le genre de misogynie qui a inspiré les approches universitaires sur la chasse aux sorcières abondent. Comme Mary Daly l'a signalé dès 1978, la plupart de la littérature à ce sujet a été écrite « du point de vue du bourreau », discréditant les victimes de la persécution (…). Cette tendance à transformer les victimes en coupables a connu des exceptions, autant parmi la première que la deuxième génération de spécialistes universitaires de la chasse aux sorcières. De la deuxième génération on peut citer Alan Macfarlane, E.W. Monter, et Alfred Soman. C'est pourtant seulement à la suite du mouvement féministe que la chasse aux sorcières est sortie des oubliettes où l'on l'avait reléguée (…) Les féministes comprirent rapidement qu'une centaine de milliers de femmes n'avaient pas pu être massacrées et soumises aux plus cruelles tortures sans avoir menacé la structure du pouvoir. Elles réalisèrent aussi qu'une telle guerre contre les femmes, menée sur une période de plus de deux siècles, était un tournant dans l'histoire des femmes en Europe, le « péché originel » du processus d’avilissement social subi par les femmes avec l’avènement du capitalisme. Il fallait revisiter ce phénomène si l'on voulait comprendre la misogynie qui imprègne toujours les pratiques institutionnelles et les relations hommes-femmes. »

### Sexualité

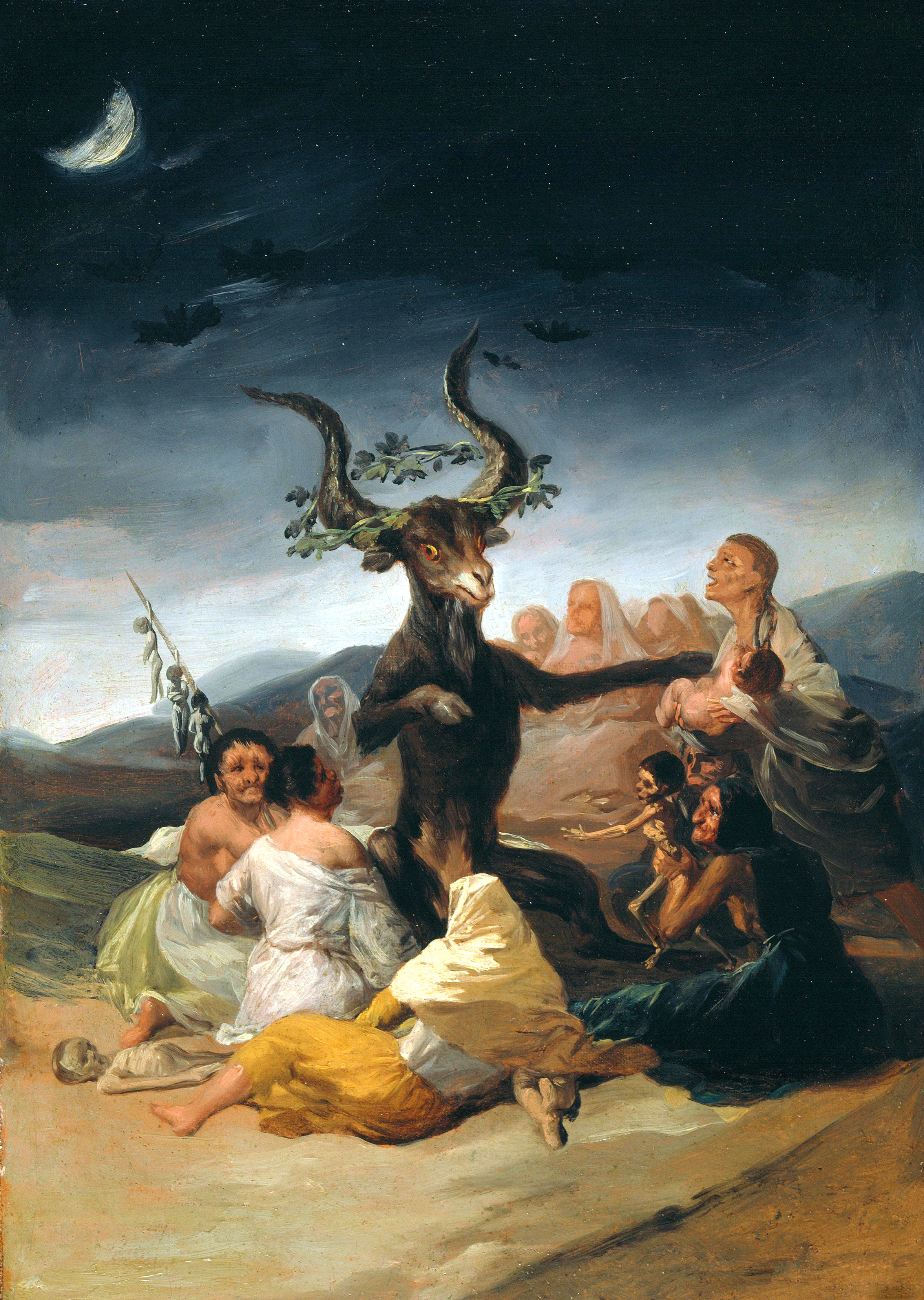
Le Sabbat des sorcières, Francisco de Goya, 1798, Musée Lázaro Galdiano

On reproche également aux sorcières leur sexualité. On leur prête une sexualité débridée. D’après le Marteau des sorcières Malleus Maleficarum, elles ont le « vagin insatiable ». Les sabbats qu’on leur reproche sont l’occasion d’imaginer de véritables orgies sexuelles. On retrouve ici dans la sorcière la figure de Lilith, que la tradition juive présente comme la première femme d’Adam. Formée par Dieu à l’égal de l’homme, Lilith aurait abandonné Adam car il refusait de se livrer au jeu de l’amour en dehors des positions traditionnelles (position du missionnaire).
Il faut aussi rapprocher ces sabbats de fêtes anciennes, comme Beltaine au printemps, qui étaient des fêtes de la fécondité. Il a pu y avoir, au Moyen Âge et à la Renaissance, des résurgences de ces fêtes.
Il est probable, à lire certains comptes rendus de prétendues relations sexuelles avec le diable dans certaines maisons ou dans la nature, que des hommes déguisés abusaient de la naïveté de certaines femmes en se faisant passer pour le diable, avec ou sans complicités. L'autre aspect de cette focalisation sur la sexualité est l'accusation de rendre les hommes impuissants (« nouer l'aiguillette ») ainsi que la terre et les animaux infertiles. Institoris raconte dans Le Marteau des sorcières que les sorcières volent les sexes masculins et les cachent dans des nids. La guerre de la fertilité est attestée par les travaux de l'historien Ginzburg sur les benandantis du Frioul qui vont en rêve combattre les sorciers et démons qui volent les récoltes. Ces croyances sont immémoriales.
Sarane Alexandrian, qui s'exprime sur la magie sexuelle, l'érotisme diabolique et la « Terreur érotique du XVIe siècle », note que Michelet imaginait encore au XIXe siècle et contre la position ecclésiastique qu'on cuisait au sabbat des gâteaux dans le sexe des femmes (ou tout au moins, une hostie sur elle). Sans avoir cette imagination, les textes des inquisiteurs sont déjà un catalogue fourni des perversions humaines et des fantasmes sexuels masculins.

### Satanisme
Si les populations païennes marginalisaient ou parfois lynchent un "jeteur de sorts", elles admettent cependant les transes et les états de possession (et les admettent toujours, voir les cultes Vaudous et les diverses formes de chamanisme). Le judéo-christianisme, lui, considère qu'il s'agit d'une attaque du démon contre une personne qui en est victime : Jésus a donné l'exemple en délivrant des possédés, en "chassant le démon". Et l’Église emploie encore aujourd’hui des prêtres exorcistes. Mais, dans les cas rares où c'est la personne elle-même qui a recherché l'état de transe, on pouvait l'accuser d'avoir basculé du côté du Mal, de la sorcellerie.
Les sorcières sont censées être en relation avec le diable, d'où la recherche du « signe du diable » (sigillum diaboli, sceau du diable repéré sur le corps dénudé et rasé de la sorcière par une aiguille chirurgicale car il doit être insensible et non hémorragique) et des signes associés, dont la glossolalie, la voyance, la psychokinèse et les « marques du diable » (pattes de crapaud au blanc de l'œil, taches sur la peau, zones insensibles, maigreur…), d'utilisation de dagydes, de potions magiques ou de sortilèges.
Au XIVe siècle, on attribue aux sorcières et sorciers de posséder des démons familiers. C'est lors du procès posthume de Boniface VIII en 1310 qu'apparait pour la première fois ce type d'accusation. L’article d’accusation contre Boniface VIII dit : "il y a un démon privé, dont il prend en tout point conseil en toute matière". L'accusation de posséder un démon privé réapparaît au début du Grand Schisme en 1379. Ici le cardinal Jean de La Grange est accusé par l’entourage du dauphin futur Charles VI de posséder un démon privé. Lors de son procès au concile de Pise en 1409 Benoit XIII est suspecté de tenir deux esprits enfermés dans une hostie et d’être assisté par 7 démons familiers.

### Sabbat

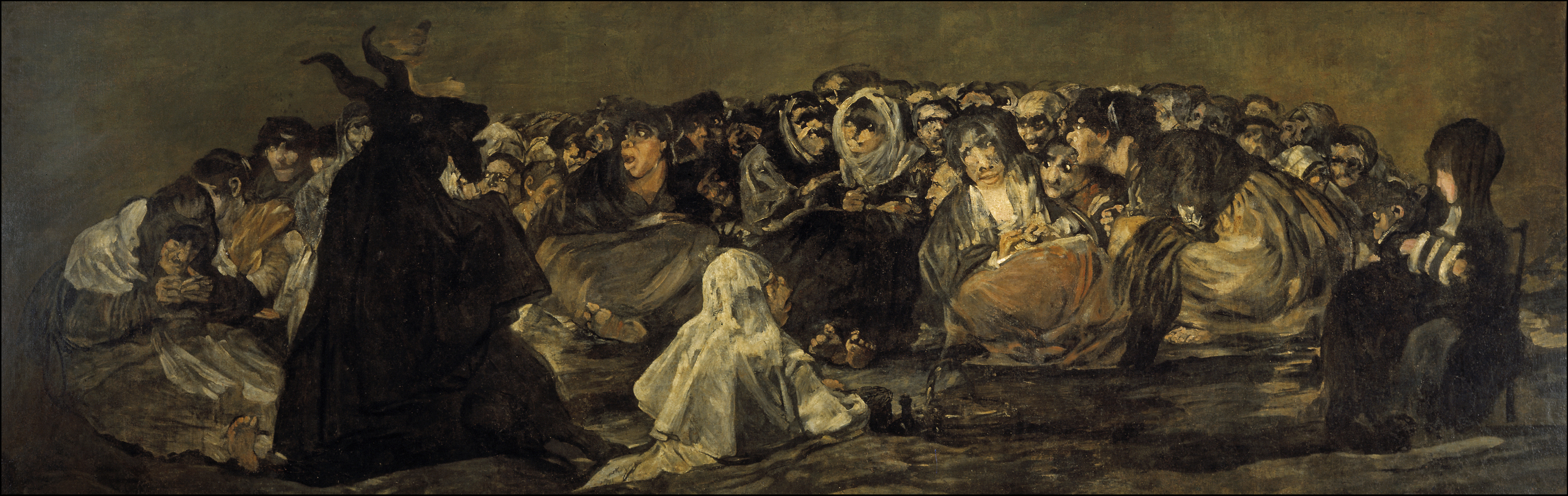
Le Sabbat des sorcières, Francisco de Goya, 1823, Musée du Prado

Le sabbat serait un lieu de réunion des sorciers et sorcières. Le sabbat est employé dans un premier temps par le mot synagogue. C'est Martin Le Franc dans Le champion des dames, qui désigne le sabbat par le mot synagogue. Cela montre le caractère antinomique du sabbat par rapport à l’Église. Le mot sabbat apparaît en 1446 dans un procès au parlement de Paris où une sorcière confesse se rendre au sabbat. Il existe plusieurs hypothèses quant à ce que serait réellement le sabbat.
- Selon Carlo Ginzburg la signification du sabbat serait un voyage nocturne. Le rite du sabbat prendrait racine dans un très ancien culte chamanique eurasiatique[20].
- Selon Norman Cohn, le sabbat s‘agirait d’un fantasme construit par les clercs à partir de faits déjà existants. En effet, vers 1180 Gauthier Map, emploie le mot synagogue pour désigner le lieu de réunion des hérétiques de son temps. Ce serait donc un lieu de réunion d'hérétiques mais pas forcément des sorciers et sorcières à l'origine[20].

Le sabbat aurait lieu dans la nuit du jeudi au vendredi. Par exemple, lors du procès de Philippe Calvet au parlement de Paris en 1442, l’une des femmes qui l’accusent pense qu’il doit aller au sabbat. En effet, elle s'est rendue chez lui le vendredi matin entre 9 et 10 h et Calvet est toujours au lit. Ici aussi, plusieurs hypothèses peuvent expliquer cette temporalité.
- La première hypothèse est que le sabbat prendrait racine dans un ancien culte dévoué à Jupiter. On peut en effet lire dans un passage des sermons de Césaire d'Arles au Ve siècle, "au sujet des malheureuses femmes qui honorent Jupiter en cessant leur travail le jeudi"[20].
- La seconde hypothèse est que jeudi est un jour gras et qu'il précède le jour maigre du vendredi qui est aussi le jour de la mort du Christ[20].

On peut aussi noter que le sabbat se présente comme un rituel d’inversion de la messe, plus précisément de la Cène. On peut dire que la présence de 12 disciples du diable en forme de bouc sur l’une des miniatures du Traité du crisme de vauderie de Johann Tinctor 1460 est une allusion aux apôtres. Rajoutons que lors du sabbat, les sorciers et sorcières consommaient un breuvage à base d’enfants sacrifiés le dimanche avant la messe qui serait une sorte d’antidote contre l’eucharistie.

## Sorcières et humanisme
La persécution des sorcières culmine aux XVIe et XVIIe siècles et coïncide avec la Renaissance, c'est-à-dire le début de l'époque moderne qui est caractérisé par l’humanisme et les débuts de l’imprimerie. Les sorcières servant généralement des boucs émissaires, les chasses aux sorciers et sorcières correspondent souvent à des périodes de guerre, de disette ou d'épidémie.
Les grands penseurs humanistes ne s’élevèrent pas contre ce mouvement[réf. nécessaire], à l’exception de Heinrich Cornelius Agrippa von Nettesheim qui fut attaqué pour soutien à la sorcellerie, ou Montaigne qui invitait à les considérer comme de simples folles.
Le pasteur allemand Anton Praetorius de l’Église réformée de Jean Calvin édita en 1602 le livre De l’étude approfondie de la sorcellerie et des sorciers (Von Zauberey und Zauberern Gründlicher Bericht) contre la persécution des sorcières et contre la torture. Le jésuite Friedrich Spee von Langenfeld qui a accompagné de nombreuses prétendues sorcières au bûcher publia sous l'anonymat un livre pour les défendre (Cautio criminalis), toute sa vie il se battit pour les défendre, et invitait les juristes et tous ceux qui contribuaient à cette chasse, d'assister à une séance de torture au cours de laquelle il dit avoir vu blanchir ses cheveux en voyant tant de détresse et de souffrance qu'il ne pouvait soulager. Il les adjurait d'appliquer la constitution caroline de Charles Quint, un système de droit pénal évolué et protecteur des droits des accusés. Les pratiques locales étaient souvent peu respectueuses des textes, ce qui explique que dans certains lieux il y ait eu des flambées de violence et rien du tout 50 kilomètres plus loin.
Le juriste Jean Bodin publia un traité de démonologie. Il est dans la ligne dure du Marteau des sorcières et s'élève violemment contre ceux qui les défendent.
Au contraire, son contemporain Montaigne ne voit dans la sorcellerie qu’illusions de vieilles femmes superstitieuses à qui il faudrait « quelques grains d’ellébore ». Le médecin Jean Nydault réduit également la sorcellerie à un fantasme. La psychiatrie est née au pied des bûchers, les médecins s'interrogeaient sur ce qu'était la possession, les visions, les hallucinations. Jan Wier (de paestigiis daemonium 1567) et Paulus Zachias font partie des sceptiques. Jean Wier assure : « ces pauvres possédés et ensorcelés sont victimes de leur imagination avivée par des tourments ».
Esther Cohen suggère que « Au nom de la science, la rationalité occidentale éradique les figures de l’altérité ».
Esther Cohen établit un parallèle avec les thèses des philosophes de l’école de Francfort, comme Adorno ou Walter Benjamin. Selon eux il existe un lien entre le processus de civilisation et la barbarie. Le progrès et la violence marchent de pair. Les sorcières sont un des boucs émissaires de la modernité.
René Girard explique que les boucs émissaires sont universellement répandus, mais que seul le christianisme a pu envisager que les sorciers soient innocents. D'où l'utilisation de tribunaux de l'Inquisition, où s'était ébauché un droit de l'accusé et une procédure rationnelle de recherche de la preuve et de l'aveu, essentiellement par questions/réponses. Il n'y aurait donc pas eu à proprement parler une recrudescence de chasse aux sorcières particulière à la Renaissance, mais plutôt une prise de conscience du "scandale" (au sens Girardien du terme).

## Mutation du phénomène
Au XVIIe, avec le développement de l'État royal centralisé, notamment en France et en Espagne, le pouvoir accroît son contrôle et met au pas les mouvements populaires, dont les chasses aux sorcières sont un aspect. À partir des années 1620, le Parlement de Paris interdit aux juridictions provinciales de les pratiquer. Des magistrats et des policiers sont condamnés à mort, sous Louis XIII, pour avoir fait brûler un sorcier.
Les procès en sorcellerie continuent seulement dans les régions d'Europe où l'État est faible, comme l'Allemagne.
En 1634, l’affaire des possédées de Loudun marque une étape. Dans un couvent d’ursulines à Loudun, les sœurs affirment avoir été ensorcelées par le curé Urbain Grandier. À la suite d'un procès en sorcellerie demandé par Richelieu, le curé est brûlé. Mais ce n'est qu'un cas spectaculaire d'un phénomène qui tend à disparaître. L'Église Catholique en pleine réforme, et d'autres mouvements chrétiens, remettent de plus en plus en cause ces croyances archaïques, en phase avec le développement de l'esprit critique qui condamne cette pratique.
Si les masses populaires croient encore à la sorcellerie, les élites ne veulent plus en entendre parler et imposent son exclusion du champ judiciaire. La sorcellerie est de plus en plus considérée comme un symptôme d'arriération, à l'époque du progrès, de l'ordre et de la raison. À la fin du XVIIe en France, les gens qui se font passer pour sorciers sont condamnés pour escroquerie ou empoisonnement, non pour leurs relations supposées avec le diable.

## Conceptions contemporaines et politisation de la chasse aux sorcières
L'historien français Jules Michelet publia un ouvrage de pure fiction en 1862 dénommé La Sorcière. Il voulut ce livre comme un « hymne à la femme, bienfaisante et victime » pour voir apparaître le thème sous un jour positif, faisant de la sorcière une femme révoltée alors qu'il s'agissait le plus souvent de femmes âgées, frêles et vivant en marge de la société. Sa motivation était uniquement anti-catholique, et il y invente les « millions de morts de l'Inquisition »[réf. nécessaire].
Certaines représentantes des mouvements féministes des années 1970 ont utilisé l'image de la sorcière et ont revendiqué l'oppression de la sorcellerie comme symbole de leur combat, faisant de la sorcière une incarnation historique de la femme insubordonnée par excellence. Ainsi, la revue Sorcières de Xavière Gauthier étudie les « pratiques subversives des femmes ». Dès lors, l'image de la sorcière a été utilisée comme une figure de revendication et résistance, de libération aussi ainsi qu'un symbole de lutte face aux oppressions et aux dominations misogynes. Il en a résulté une génération d'ouvrages, commençant par Caliban et la sorcière de Silvia Federici, dont les analyses ont été reprises et popularisées dans d'autres pays par des auteures féministes comme l'écrivaine américaine Starhawk ou en France Mona Chollet, dans Sorcières la puissance invaincue des femmes paru en 2018.
Cette croyance du « féminin sacré », liée à des mouvances religieuses américaines comme le Wicca et la vague du néo-paganisme voire du néo-druidisme est résumé ainsi par l'historienne des sciences Constance Rimlinger (2021) :

« Deux épisodes – fondés sur des recherches archéologiques et historiques, mais aussi interprétés, revisités, jusqu’à en être mythifiés – composent l’« histoire sacrée » de cette spiritualité et en irriguent l’imaginaire : celui d’un matriarcat originel, période d’harmonie entre hommes et femmes, entre l’humain et son environnement, qui aurait précédé le patriarcat, et celui de la chasse aux sorcières ayant fait rage à la fin du Moyen Âge et pendant la Renaissance, interprétée comme une tentative d’éliminer les savantes, les soignantes, les « rebelles » risquant de subvertir l’ordre social. »

Cette lecture politique et militante de la chasse aux sorcières est remise en question par certains historiens qui dressent un portrait différent de la réalité, notamment du nombre de décès avancé,,. L'historienne Michelle Zancarini-Fournel reproche notamment à Silvia Federici de proposer des théories générales des sorcières sans s’embarrasser « de détails dans l’opération historique ».
Cependant, Martine Ostorero et Catherine Chêne, docteures en histoire, rappellent que même si l'imaginaire autour du sabbat touche autant les femmes que les hommes, les stéréotypes misogynes de cet imaginaire placent bien les femmes dans une position de faiblesse car considérées comme davantage susceptibles de céder au diable,.

## Cas de la météorologie
Une loi anglaise de 1677 condamnait au bûcher les météorologues, taxés de sorcellerie. Cette loi qui ne fut pas toujours appliquée à la lettre fut abrogée seulement en 1959.

## Analyses du phénomène de la sorcellerie et des chasses aux sorcières

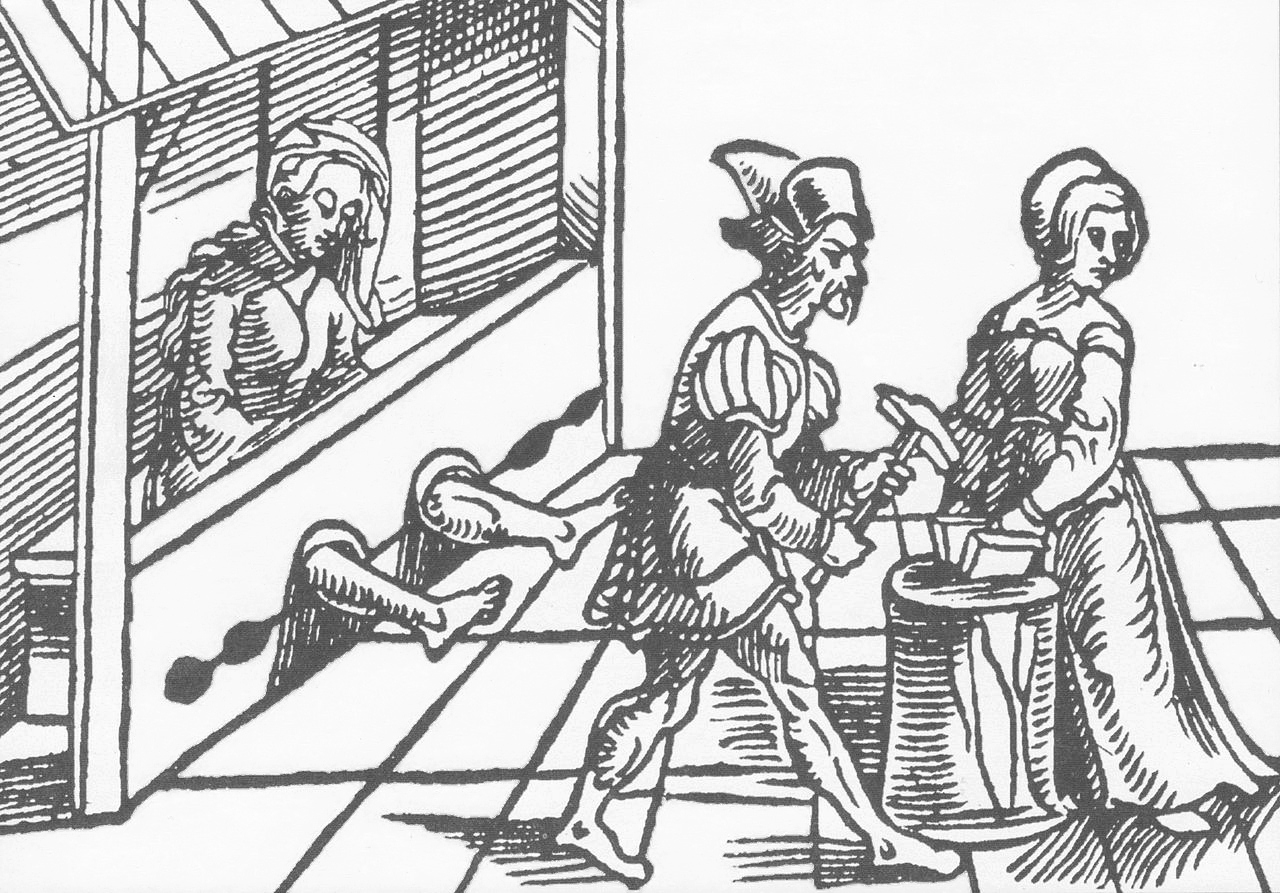
Torture de sorcières, vers 1590

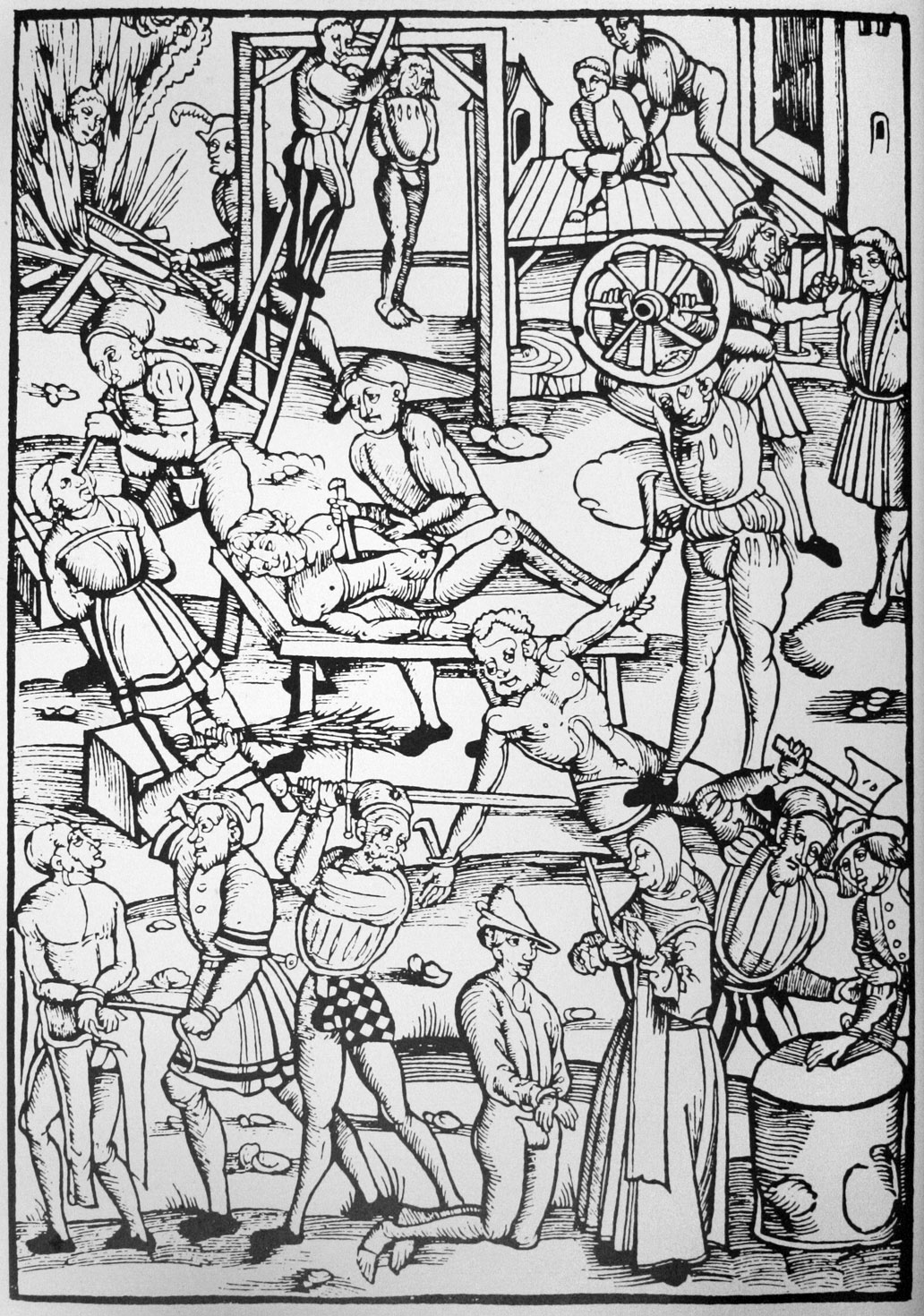
Gravure sur bois montrant des sorciers suppliciés, Tengler's Laienspiegel, Mainz, 1508.

Crimes et péché sont liés, un crime contre la société et les hommes est donc souvent, aussi, un crime religieux. À une accusation judiciaire peut donc très souvent être associée une accusation en sorcellerie.
Le cartésien Nicolas Malebranche, prêtre oratorien et théologien français, dans son célèbre ouvrage De la recherche de la vérité, proposa, au XVIIe siècle une analyse rationaliste de la sorcellerie. Même s’il admet que de très rares cas de sorcellerie soient possibles, il pense que l’immense majorité des cas sont de purs produits d’une imagination « contagieuse ». Il mobilise trois arguments de trois types différents :
- théologique : Satan a été vaincu par Dieu, et relégué dans les abîmes du monde, d’où il ne peut rien sur les hommes. Les sorciers ne peuvent donc user de pouvoirs qu’il ne peut leur donner. Argument qui reflète la doctrine habituelle de l'Église catholique ;
- rationnel : ceux qui témoignent (de bonne foi) avoir été au sabbat, ne le font que parce qu’ils confondent la veille avec les rêves qu’ils ont eus en dormant. En le racontant, ils font que d’autres en rêvent la nuit, qui confondront également la veille avec le sommeil, et ainsi de suite. De plus, une telle histoire extraordinaire captive les oreilles et donne un certain prestige à qui la raconte, et s’en prévaut - ne fût-ce même que pour celui qui raconte connaître un sorcier véritable ;
- pragmatique : à supposer même qu’il existe quelques cas de sorcellerie véritable, les traquer si impitoyablement ne fait qu’en multiplier les signalements. Non seulement par les dénonciations mesquines, ni seulement non plus par le complexe d’Érostrate, qui fait que n’étant doué en aucune chose qui nous puisse acquérir la gloire, nous la cherchions dans la nuisance et la destruction, mais encore parce que ceux que leur imaginaire emporte, et qui ne distinguent la veille d’avec le sommeil, trouvent confirmation de la possibilité de la sorcellerie dans sa reconnaissance institutionnelle.[incompréhensible] Aussi Malebranche en tire-t-il la conclusion qu’il vaut mieux ne pas juger les prétendus sorciers aux parlements (tribunaux de l’époque)[99]

Pour les esprits rationnels, cette affaire de sorcières n’était que le fruit d’une société superstitieuse. Pour ceux chez qui la raison dominait, cette peur des superstitions était des plus stupides. Les philosophes du siècle des Lumières croyaient que de tels événements ne se reproduiraient plus jamais, et cela bien avant que la chasse aux sorcières soit complètement terminée.
Les romantiques prônèrent, eux, l’imaginaire et non la philosophie de Voltaire, Newton ou Locke. Ils furent fascinés par tout ce qui a trait à la sorcellerie, associée à l'image d'un Moyen Âge à la fois obscur et chargé de mysticisme. Pour eux, ces femmes qui avaient été jugées folles par les philosophes des Lumières, étaient porteuses de messages, d’anciennes croyances. Elles « devenaient des visionnaires, des oracles, de glorieuses femmes fatales, victimes des forces obscures, de la pudibonderie et de l’oppression ». C’est ainsi que les romantiques donnèrent une nouvelle image aux sorcières, celle que nous connaissons aujourd’hui, mais qui reflète plus les désirs du XIXe siècle que les réalités historiques des civilisations anciennes.

## Période contemporaine
Le phénomène de la chasse aux sorcières perdure dans les sociétés où subsistent la croyance en la pratique de la magie et de la sorcellerie. Les victimes en sont majoritairement des femmes, mais des hommes et des enfants en sont également les victimes. Des occurrences de lynchage et de bûchers sont rapportées régulièrement en Afrique subsaharienne,,,,,, dans l'Inde rurale du Nord,, et en Papouasie-Nouvelle-Guinée,,, en 2024 à Haiti. Quelques pays disposent par ailleurs d'une législation contre les pratiques de sorcellerie. Le seul pays où la sorcellerie est punie de la peine de mort est l'Arabie Saoudite,,.
Des chasses aux sorcières sont rapportées par le Haut Commissariat des Nations unies pour les réfugiés comme constituant des violations des droits de l'homme. La plupart des personnes accusées sont des femmes et des enfants, mais aussi des personnes âgées ou marginalisées, comme les albinos et les personnes infectées par le VIH. Ces victimes, considérées comme des fardeaux pour la communauté, sont rejetées, affamées jusqu'à leur mort, ou tuées violemment, parfois même par leur propre famille dans une tentative de nettoyage social. Les causes de ces chasses aux sorcières sont à rechercher parmi la pauvreté, les épidémies, le manque d'éducation et les crises sociales. Les personnes dirigeant une chasse aux sorcières, souvent des personnalités notables de la communauté, ou des "docteurs experts en sorcellerie" (witch doctor), peuvent en retirer un gain économique en demandant des émoluments pour une pratique d'exorcisme ou en vendant des parties du corps des victimes,.

### Afrique subsaharienne
Dans nombre de sociétés d'Afrique subsaharienne, la peur des sorcières occasionne des chasses aux sorcières périodiques pendant lesquelles des personnes proclamées expertes dans la recherche et l'identification de sorcières identifient des personnes suspectes, avec souvent pour résultat une mise à mort par une foule. Les pays particulièrement affectés par le phénomène sont l'Afrique du Sud, le Cameroun, la République démocratique du Congo, la Gambie, le Ghana, le Kenya, Sierra Leone, la Tanzanie et le Zambie.
Audrey Richards, dans le journal Africa relate en 1935 une instance où une nouvelle vague de trouveurs et trouveuses de sorcières, les Bamucapi, apparaissent dans les villages des Bemba au Zambie. Ce groupe s'habille à l'européenne, et sollicite les autorités du village pour préparer un repas rituel pour le village. Quand les personnes du village arrivent, elles sont regardées dans un miroir, les exorcistes prétendant pouvoir identifier les sorcières par cette méthode. Ces sorcières doivent ensuite rendre leurs "cornes", c'est-à-dire les récipients utilisés pour les sorts et les potions aux exorcistes et ensuite boire une potion appelée kucapa, censée causer la mort immédiate d'une sorcière si elle devait recommencer les actions interdites.
Les villageois relatent que les exorcistes ont toujours raison car les sorcières trouvées le sont parmi les personnes que le village craint depuis toujours. Les Bamucapi utilisent un mélange de traditions religieuses chrétiennes et locales pour décrire le pouvoir magique de ces personnes, et affirmer que Dieu (sans spécifier lequel) les aide à préparer les remèdes. De plus, toutes les sorcières qui ne participent pas au repas pour être identifiées sont appelées à faire un rapport ultérieur à leur maître, revenu d'entre les morts, et qui les forcerait ensuite à l'aide de tambours à se rendre au cimetière pour mourir. Richards note que les Bamucapi créent un sentiment de danger en réunissant toutes les « cornes » du village, qu'elles soient utilisées pour des sorts contre la sorcellerie, des potions, pour priser le tabac ou soient des réceptacles de magie noire.
Dans les tribus bantoues d'Afrique du Sud, les renifleurs de sorcières (en) sont responsables de l'identification des sorcières. Dans certaines régions d'Afrique du Sud, plusieurs centaines de personnes ont été tuées au cours de chasses aux sorcières depuis 1990.
Le Cameroun a ré-établi la possibilité de formuler des accusations de sorcellerie durant un procès après son indépendance en 1967.
Ce phénomène s’est développé en même que l’essor des Églises de réveil dans le début des années 1990. L’insistance du combat spirituel dans ces églises s’accompagne de lutte contre les démons et ainsi de désignation de responsables des difficultés d’une personne. Des pasteurs ou des prophètes accusent ainsi fréquemment des enfants de sorcellerie. Les pasteurs proposent des exorcismes à des prix exorbitants pour les familles. Si les parents ne constatent pas de changements après la délivrance payée, beaucoup décident de rejeter leur "enfant sorcier" et de les laisser dans la rue,.
En 2003, en Tanzanie, le gouvernement répond aux attaques contre des femmes accusées de sorcellerie pour avoir des yeux rouges. Un procès est intenté au Ghana, où le phénomène est également récurrent, par une femme accusée de sorcellerie. Les procès en sorcellerie en Afrique sont souvent le fait de membres de la famille cherchant à s'approprier les biens de la personne accusée.
Le 21 mai 2008 au Kenya une foule brûle au moins 11 personnes en les accusant de sorcellerie.
En mars 2009, Amnesty International rapporte que pas moins de 1 000 personnes accusées de sorcellerie en Gambie ont été enlevées par des « docteurs de sorcières » sponsorisés par le gouvernement et emmenées dans des centres de détention où elles ont été forcées de boire des décoctions empoisonnées. Le 21 mai 2009, le New York Times révèle que la campagne de chasse aux sorcières est initiée par le président de la Gambie, Yahya Jammeh.
En Sierra Leone, la chasse aux sorcières est l'occasion d'un sermon par le kɛmamɔi (exorciste mendé) sur l'éthique sociale,.

### Asie du Sud-Centrale
En Inde, accuser une femme de sorcellerie est un moyen d'accaparer ses terres, de régler des comptes ou de punir une femme ayant refusé des avances sexuelles. Dans la majorité des cas, il est difficile pour une femme accusée de demander de l'aide et elle se voit forcée d'abandonner maison et famille ou de se suicider. La plupart des cas ne sont pas documentés du fait qu'il est ardu pour des femmes pauvres et analphabètes de se déplacer depuis des régions isolées pour déposer plainte. Selon une étude du Free Legal Aid Committee, travaillant avec des victimes dans l'État du Jharkhand, moins de 2 % des personnes accusées de chasse aux sorcières sont effectivement condamnées.
Une estimation de 2010 situe entre 150 et 200 le nombre annuel de femmes assassinées pour sorcellerie en Inde, pour un total de 2 500 sur la période de 1995 à 2009 . Les lynchages sont particulièrement fréquents dans les États pauvres du nord du Jharkhand, du Bihar et dans l'État central du Chhattisgarh. Des chasses aux sorcières sont également lancées parmi le personnel du jardin de thé au Jalpaiguri au Bengale occidental en Inde. Ces dernières, moins connues, trouvent leurs origines dans les conditions de travail stressantes de l'industrie du thé du personnel adivaci.
Des chasses aux sorcières au Népal sont fréquentes et ciblent particulièrement les femmes des castes inférieures,. Elles sont favorisées par la superstition, le manque d'éducation, le manque de sensibilisation du public, l'analphabétisme, le système des castes, la domination masculine et la dépendance économique des femmes envers les hommes. Ces victimes sont souvent battues, torturées, publiquement humiliées et assassinées. Parfois, les membres de la famille de l'accusée sont également agressés. En 2010, Sarwa Dev Prasad Ojha, ministre des femmes et de la protection sociale, déclare:
Les superstitions sont profondément enracinées dans notre société et la croyance en la sorcellerie en est l'une des pires formes.

### Papouasie-Nouvelle-Guinée
Bien que la pratique de la magie blanche (voir Magie (surnaturel)) ou de la guérison par la foi sont légales en Papouasie-Nouvelle-Guinée, la loi de 1976 sur la sorcellerie impose une peine de prison de 2 ans pour la pratique de la magie noire. La loi est abrogée en 2013. En 2009, le gouvernement signale que la torture extrajudiciaire et le meurtre de prétendues sorcières, généralement des femmes seules, se propagent des hautes terres vers les villes en même temps que les villageois migrent vers les zones urbaines. Par exemple, en juin 2013, quatre femmes sont accusées de sorcellerie parce que leur famille possède une maison permanente en bois, une bonne éducation et une position sociale élevée. Toutes les femmes sont torturées et Helen Rumbali est décapitée. Helen Hakena, présidente du Comité des droits de l'homme de North Bougainville, déclare que les accusations sont causées par la jalousie, notamment économique à la suite du boom minier.
Des rapports des agences des Nations Unies, d'Amnesty International, d'Oxfam et d'anthropologues montrent que les attaques contre les sorciers et les sorcières accusées, parfois des hommes mais le plus souvent des femmes, sont fréquentes, féroces et souvent mortelles. Le nombre de cas chaque année dans la seule province de Simbu en Papouasie-Nouvelle-Guinée est estimé à 150. Des rapports indiquent que cette pratique de la chasse aux sorcières est devenue « quelque chose de plus sournois, sadique et voyeuriste ». Une femme attaquée par des jeunes hommes d'un village voisin : ils lui brûlent ses organes génitaux . Selon la Commission de réforme du droit de 2012, peu d'incidents sont signalés. Ils concluent qu'ils augmentent depuis 1980.

## Dans l'art et la culture

### Genèse de l'iconographie des sorcières auXIVesiècle
L'iconographie de la sorcellerie dès le XVe siècle est concomitante avec le développement de l'imprimerie. Presque toute la littérature concernant la sorcellerie est imprimée. On ne peut avec certitude établir si la circulation des livres sur ce thème, plus nombreux que les manuscrits et plus lisibles a lancé le phénomène de la chasse aux sorcières ou l'inverse, mais les deux phénomènes démarrent de concert. Les manuscrits précurseurs décrits plus haut développent une théorisation des thématiques, et les premières images employées dans ces manuscrits, notamment dans le Champion des dames de Martin le Franc (sorcières chevauchant un balai), le Contra sectam Valdensium de Johann Tinctor (hérétiques vaudois embrassant le postérieur d'une chèvre et chevauchant des bêtes démoniaques, vignettes représentant des chats et des singes). Les auteurs des livres imprimés sont sans doute influencés par ces premières représentations et les reprennent dans les livres imprimés tels que : Le Formicarius de Johannes Nider (1467), le Fortalitium Fidei de Alphonsus de Spina (1459), le De Lamiis et Phitonicis Mulieribus de Ulrich Molitor (1488) et le Malleus Maleficarum de Henti Institoris et Jacques Sprenger (1486).
Les illustrations du livre d'Ulrich Molitor, De Lamiis et Phitonicis Mulieribus en 1488 font référence et seront reprises par la suite par des ouvrages ultérieurs sur la sorcellerie. Le livre propose les illustrations suivantes (dans l'ordre d'apparition) : une sorcière tirant une flèche dans le pied d'un paysan, trois sorcières (dont un homme) ayant pris la forme d'animaux se rendant à un sabbat sur une fourche après avoir causé une tempête, un sorcier chevauchant un loup (cette troisième image fait référence à un procès en sorcellerie ayant eu lieu à Constance, dans lequel un homme fut accusé d'être un sorcier et d'avoir chevauché un loup), une sorcière s'accouplant avec un incube et enfin un festin durant un sabbat.

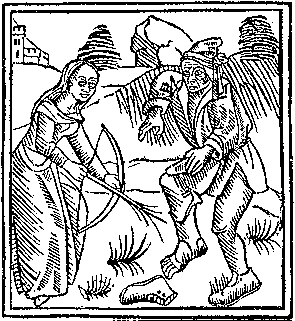
Sorcière tirant une flèche dans le pied d'un paysan. Illustration ornant le Lamiis et pythonics mulieribus d'Ulrich Molitor.
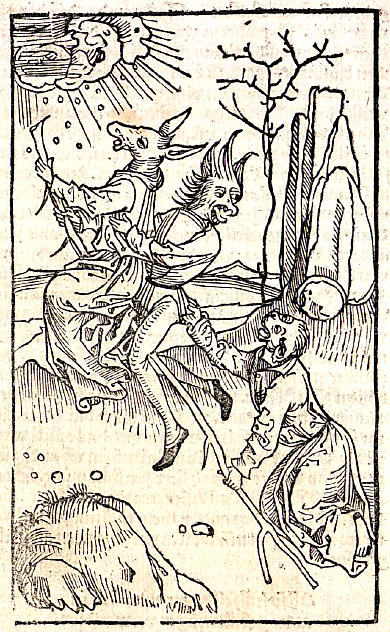
Trois sorcières sous forme d'animaux se rendant au sabbat sur une fourche après avoir causé une tempête.
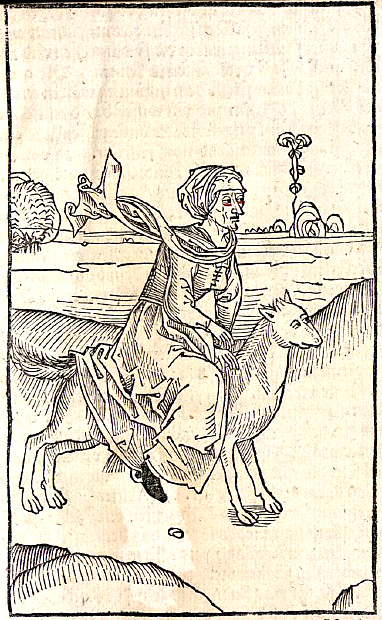
Sorcier chevauchant un loup. Illustration du Lamiis et pythonics mulieribus.
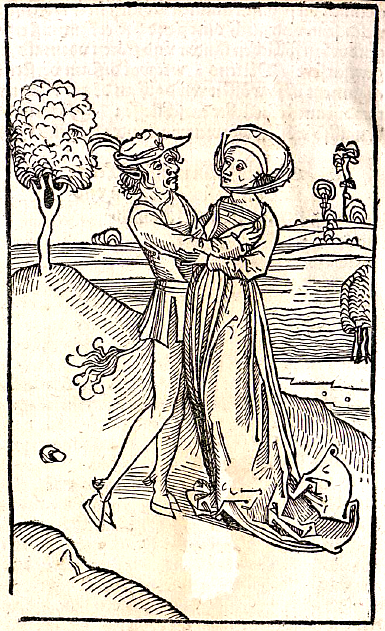
Sorcière s'accouplant avec un incube.

### Débuts de la représentation iconographique dans la peinture

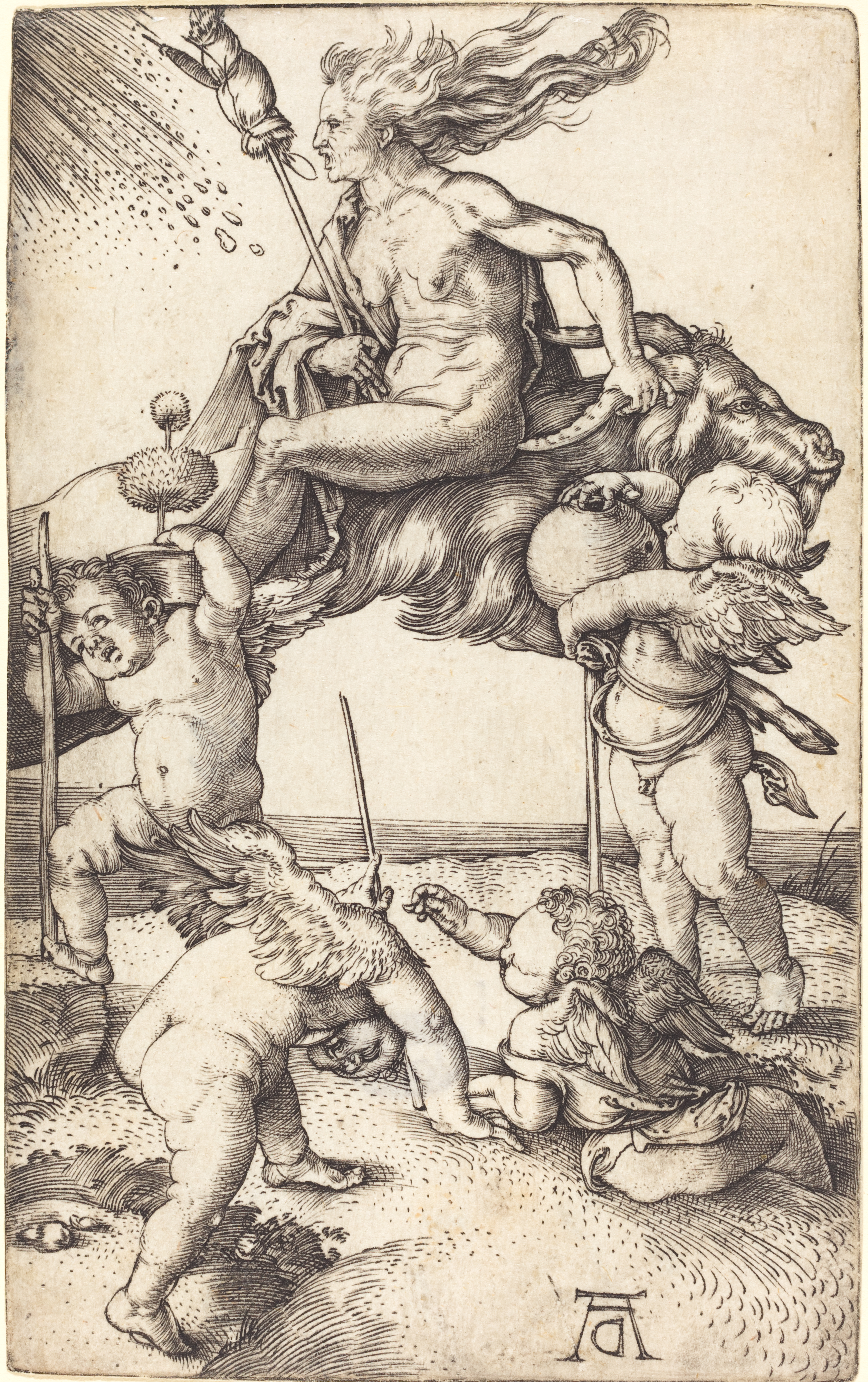
Sorcière chevauchant un bouc, par Albrecht Dürer, vers 1500.

Au début du XVIe siècle, un groupe de peintres de Suisse et d'Allemagne du sud s'empare du thème de la chasse aux sorcières : Albrecht Dürer, Albrecht Altdorfer, Hans Baldung Grien, Niklaus Manuel Deutsch et Urs Graf. Ces artistes présentent plusieurs points communs : ils sont tous employés par l'industrie de l'imprimerie, tous associés avec Albrecht Dürer, et exploitent tous le thème érotique, voir pornographique du nu féminin à travers ce prétexte (p. 17).
La représentation iconographique du thème de la chasse aux sorcières est uniforme du XIVe siècle au XVIe siècle, en raison de son intrication avec la littérature produite sur ces thèmes à cette époque. Les peintres décrivent ce qui est admis comme factuel par les autorités religieuses. Par ailleurs, la liberté que prennent ces artistes de peindre des iconographies d'ordre pornographiques est remarquable selon Jane P. Davidson.
Albrecht Dürer est le premier à peindre des sorcières, il réalise deux tableaux : Quatre sorcières en 1497 et La sorcière en 1500.

### XVIIesiècle
Shakespeare publie sa célèbre tragédie, Macbeth en 1603-1607. Dans cette tragédie, trois sorcières Trois sorcières (en) jouent un rôle très important, car elles prédisent à Macbeth tout ce qui va lui arriver.

### Lumières

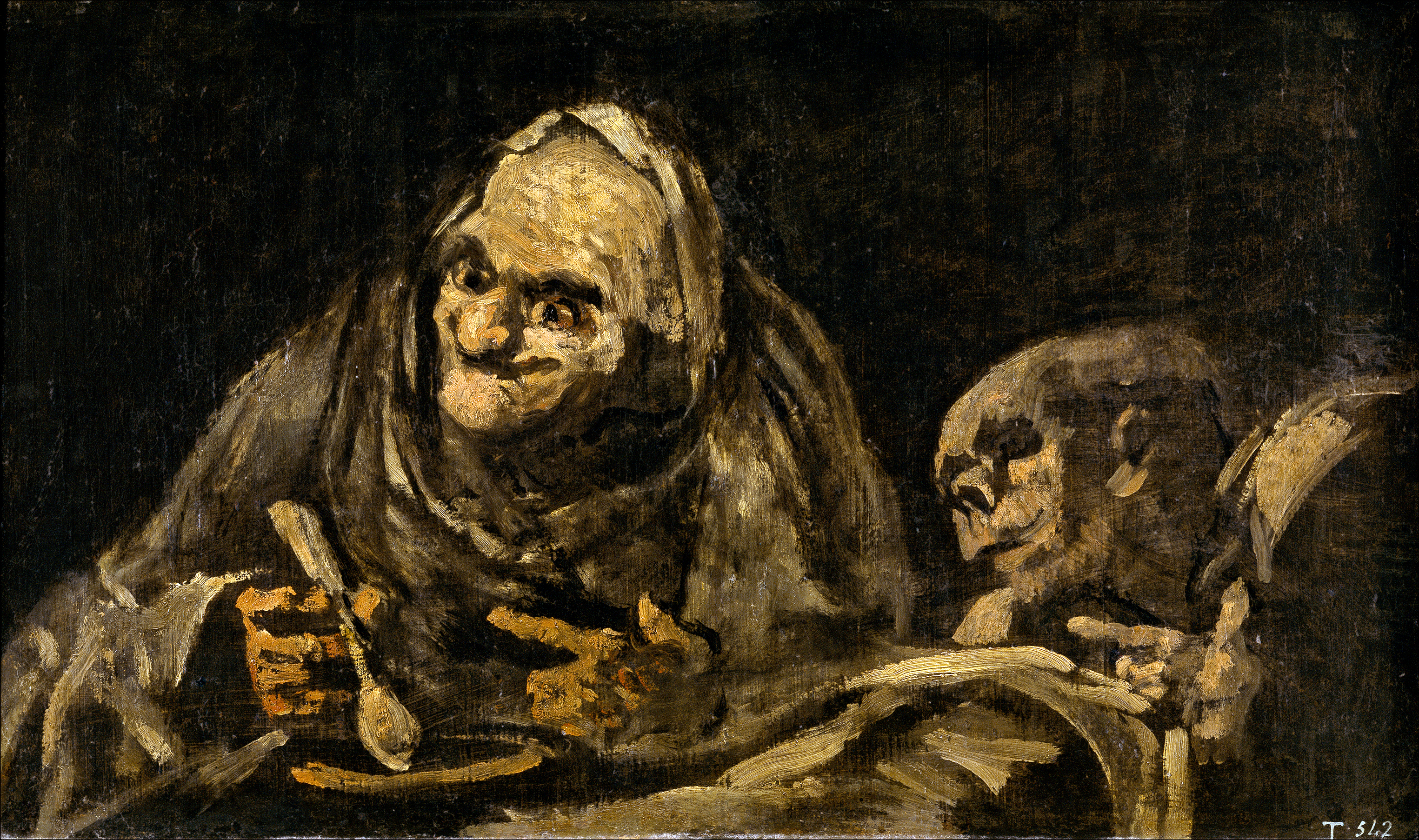
Deux vieillards mangeant de la soupe, peinture noire de 1819-1823

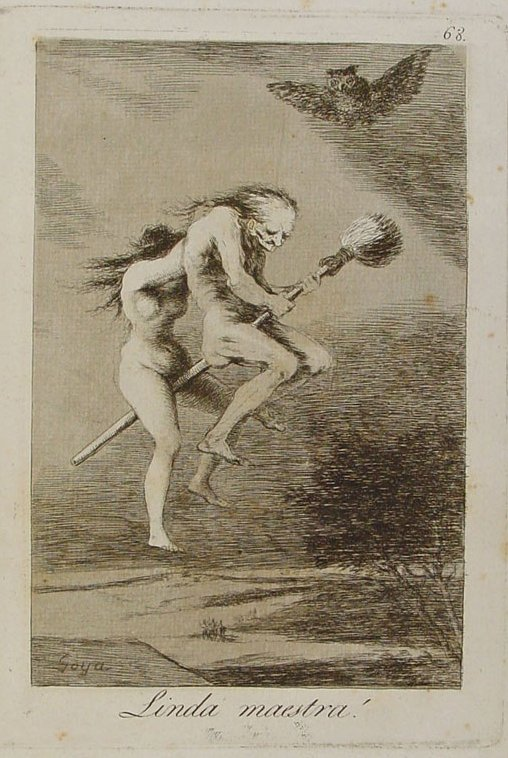
Linda maestra!, Capricho no 68

Goya est sans doute le peintre des Lumières ayant manifesté le plus d'intérêt pour le sujet de la sorcellerie durant les Lumières, avec une abondante représentation. Le peintre aborde ce thème au-travers d'au moins trois séries d’œuvres : Los caprichos, les tableaux pour le cabinet de la Duchesse d'Osuna, et les peintures noires.
Dans Los caprichos, la sorcellerie est ridiculisée comme d'autres superstitions : « sorcières imposteurs et hypocrites, dont l'immoralité de charlatan exploite sans miséricorde l'ignorance et la bonne foi du peuple ». L'Inquisition est tout autant visée, et Goya utilise la sorcellerie comme moyen là où il aurait difficilement pu faire le choix d'y représenter des cryptojuifs ou des morisques sans être lui-même inquiété par cette institution.
Les tableaux pour le cabinet de la duchesse d'Osuna font partie d'une esthétique plus large autour de la folie et de la cruauté à laquelle Goya revient plusieurs fois. Il est difficile de déterminer si elles ont une intention satirique, comme la ridiculisation de fausse superstitions, dans la lignée de celles déclarées avec Los Caprichos et l'idéologie des Lumières, ou si au contraire elles répondent au but de transmettre des émotions inquiétantes, produits des maléfices, sorts et ambiance lugubre et terrifiante, qui seraient propres aux étapes postérieures marquée par des toiles sur les crimes de sang, la folie, le viol, le cannibalisme et qui incluent également des références à la sorcellerie.
Enfin, la sorcellerie est abondamment représentée dans la série des peintures noires, réalisée à la fin de sa vie, dans l'esthétique du « Sublime Terrible », avec une ambivalence entre la sorcellerie et le a religion et l'inquisition (Vision fantastique ou Asmodée, Pèlerinage à la source Saint-Isidore). Il y a un consensus dans la critique spécialisée pour proposer des causes psychologiques et sociales à la réalisation des Peintures noires dont la sorcellerie est l'un des éléments.

### XIXesiècle

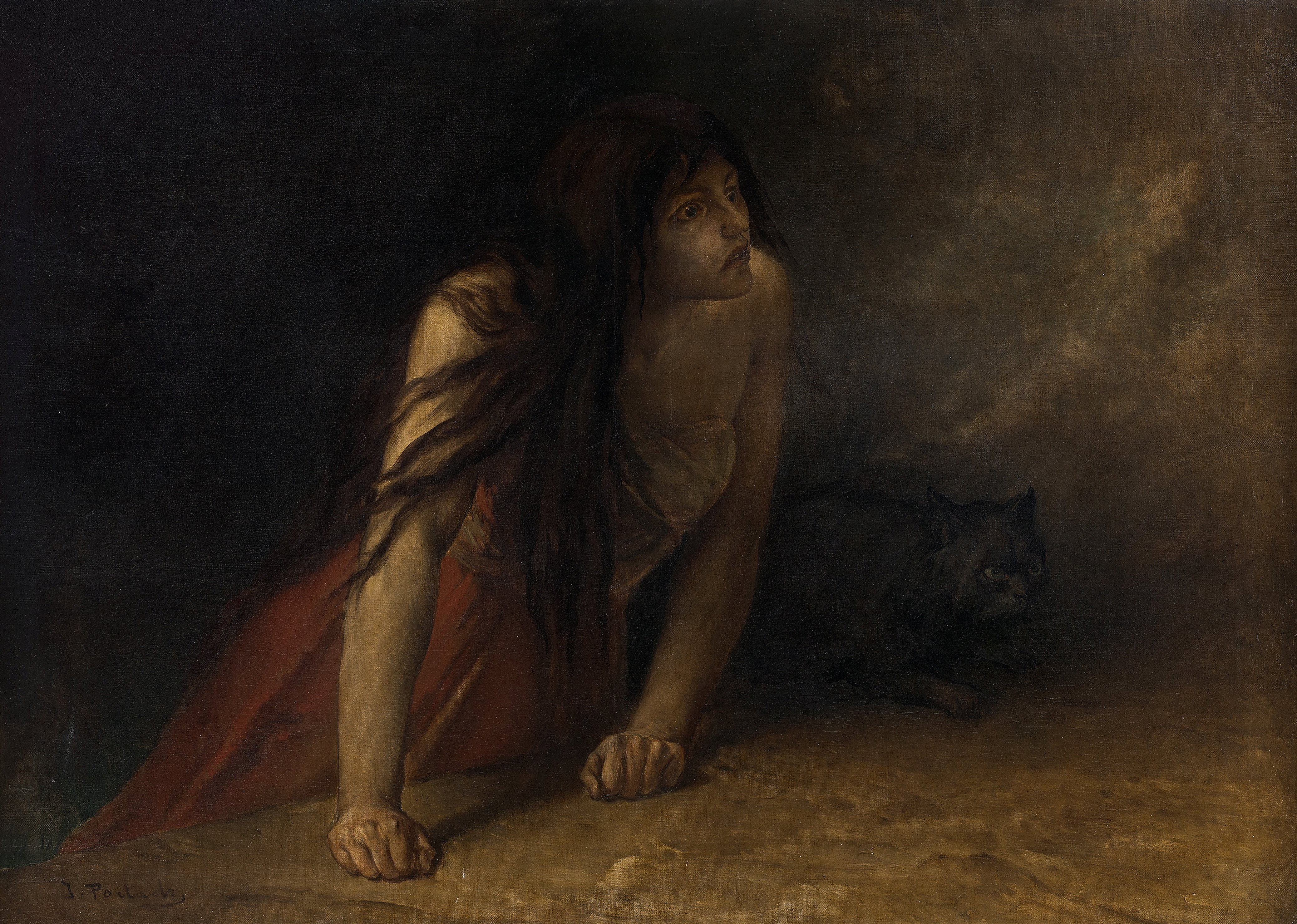
La sorcière (1818), peinture par Jean-François Portaels.

En 1861, Elizabeth Gaskell publie Lois the Witch and other tales, une série de cinq nouvelles abordant le thème des sorcières de Salem entre autres.

### XXeetXXIesiècles

#### Sorcières et mouvement féministe
En 1976 Xavière Gauthier fonde la revue Sorcières, centrée sur la promotion de la culture des femmes, avec Anne Rivière s'occupant de la partie artistique. La figure de la sorcière pourchassée sert de symbole pour la rébellion du mouvement féministe de 1970 et la revue donne de la visibilité à des artistes plasticiennes.
La dernière installation majeure de Louise Bourgeois est le Mémorial de Steilneset qui commémore les victimes de la chasse aux sorcières des Procès des sorcières de Vardø.
En 2013, à la suite de la réhabilitation d'Anna Göldin en 2008 en Suisse, Angela Marzullo réalise une œuvre audio intitulée Malleus Maleficarium dans le cadre d'une résidence d'artiste au Radio Picnic de Berlin. Elle fait notamment intervenir Silva Federici dans l'enregistrement, et s'inspire largement des études historiques de Carlo Ginzburg. En hommage à Anna Göldin elle réalise également en 2008 Makita Witch,.
La piste Dogma de l'album Portrait of an American Family de Marilyn Manson, parle de la chasse aux sorcières : « Burn the witches » et de la tolérance envers autrui : « You cannot sedate all the things you hate » (Tu ne peux pas calmer tout ce que tu détestes).
Le titre La sorcière et l'inquisiteur, de l'album Cool Frénésie (1999), du groupe Rita Mitsouko fait directement référence à la chasse aux sorcières.
Camilla Läckberg publie en 2017 un roman policier intitulé La sorcière avec une chronique romancée intégrée en parallèle de l'intrigue principale de la vie de Elin Jonsdotter, exécutée à Fjällbacka en Suède en 1672.
L'artiste néo-zélandaise Kiki Rockwell consacre plusieurs chansons à la commémoration des victimes des chasses aux sorcières, notamment son single Same Old Energy, ainsi que des titres de son album Eldest Daughter Of An Eldest Daughter.

## Sens métaphorique
Si, historiquement, ce sont bien des pratiques magiques qui étaient visées, l'expression « chasse aux sorcières », dans son acception contemporaine, a également adopté un sens plus figuré. Elle peut être utilisée aujourd’hui pour désigner la persécution de personnes au sein d’une société à cause de leurs opinions ou de leur appartenance à un groupe. L'exemple le plus connu de l'emploi figuré de ce terme concerne le maccarthysme aux États-Unis, pour dénoncer la croisade anticommuniste du sénateur américain MacCarthy. L'expression « chasse aux sorcières » a ici une valeur polémique : on fait référence à un danger imaginaire (les sorcières) et à une peur irrationnelle, pour dénoncer la lutte contre la propagande et l'espionnage soviétiques, qui eux étaient bien réels.

### Sources primaires imprimées
- Henry Institoris et Jacques Sprenger (trad. Amand Danet, préf. Amand Danet), Le Marteau des sorcières : Malleus Maleficarum, Grenoble, Jérôme Millon, coll. « Atopia », 2009 (1re éd. 1990), 539 p. (ISBN 978-2-84137-177-8, présentation en ligne).
- Martine Ostorero (éd.), Agostino Paravicini Bagliani (éd.), Kathrin Utz Tremp (éd.) et Catherine Chène (éd.), L'imaginaire du sabbat : édition critique des textes les plus anciens (1430 c. - 1440 c.), Lausanne, Cahiers lausannois d'histoire médiévale, coll. « Cahiers Lausannois d'Histoire Médievale » (no 26), 1999, 571 p. (ISBN 2-940110-16-6, présentation en ligne), [présentation en ligne]. L'ouvrage réunit les sources primaires suivantes : Rapport sur la chasse aux sorciers et aux sorcières menée dès 1428 dans le diocèse de Sion, par Hans Fründ ; Formicarius (livre II, chapitre 4 et livre V, chapitres 3,4 et 7) par Johannes Nider ; Errores gazariorum seu illorum qui scopam vel baculum equitare probantur, anonyme ; Ut magorum et maleficiorum errores, par Claude Tholosan ; Le champion des dames, livre IV, vers 17377-18200, par Martin Le Franc.

#### Études historiques
- Étienne Anheim, Jean-Patrice Boudet, Franck Mercier et Martine Ostorero, « Aux sources du sabbat : lectures croisées de L'Imaginaire du sabbat. Édition critique des textes les plus anciens (1430 ca. -1440 ca.) », Médiévales, no 42,‎ printemps 2002, p. 153-175 (lire en ligne).
- Guy Bechtel, La sorcière et l'Occident : la destruction de la sorcellerie en Europe des origines aux grands bûchers, Paris, Pocket, coll. « Agora » (no 218), 2000, 941 p. (ISBN 2-266-09573-0)
- Jean-Patrice Boudet, « La genèse médiévale de la chasse aux sorcières : jalons en vue d'une relecture », dans Nathalie Nabert (dir.), Le mal et le diable : leurs figures à la fin du Moyen Âge, Paris, Beauchesne / Faculté des lettres, Université catholique de Paris, coll. « Cultures & christianisme » (no 4), 1996, 274 p. (ISBN 2-7010-1346-1, présentation en ligne), p. 35-52.
- Jean-Patrice Boudet, Entre science et nigromance : astrologie, divination et magie dans l'Occident médiéval (XIIe-XVe siècle), Paris, Publications de la Sorbonne, coll. « Histoire ancienne et médiévale » (no 83), 2006, 624 p. (ISBN 978-2-85944-544-7, présentation en ligne).
- Jacques Chiffoleau, « Dire l'indicible : remarques sur la catégorie du nefandum du XIIe au XVe siècle », Annales. Économies, Sociétés, Civilisations, no 2 45e année,‎ mars-avril 1990, p. 289-324 (lire en ligne).
- Jacques Chiffoleau, « Sur le crime de majesté médiéval », dans Genèse de l'État moderne en Méditerranée. Approches historiques et anthropologique des pratiques et des représentations : actes des tables rondes tenues à Paris les 24, 25 et 26 septembre 1987 et les 18 et 19 mars 1988, Rome, École française de Rome, Collection de l'École française de Rome no 168, 1993, p. 183-313.
- Jean Delumeau, La peur en Occident (XIVe – XVIIIe siècles), Paris, Fayard, coll. « Pluriel », 2011 (1re éd. 1978, Fayard, sous le titre La Peur en Occident (XIVe – XVIIIe siècles) : une cité assiégée), 607 p. (ISBN 978-2-8185-0147-4, présentation en ligne).
- (it) Matteo Duni, « La costruzione della strega : fama, indizi, prove (Italia settentrionale, secc. XV-XVI) », dans Vincenzo Lagioia, Maria Pia Paoli et Rossella Rinaldi (dir.), La fama delle donne : Pratiche femminili e società tra Medioevo ed Età moderna, Rome, Viella, 2020, 348 p. (ISBN 978-88-3313-492-5), p. 165-190.
- Benoît Beyer de Ryke, « Sorcellerie. Le grand sabbat : Inquisition et sorcellerie à la fin du Moyen Âge », dans Le Diable et les démons, Bruxelles, Éditions Labor, coll. « Mythes, rites & symboles », 2005, 302 p. (ISBN 978-2-8040-2043-9), p. 221-239.
- Carlo Ginzburg (trad. de l'italien par Monique Aymard), Le sabbat des sorcières [« Storia notturna : una decifrazione del sabba »], Paris, Gallimard, coll. « Bibliothèque des histoires », 1992, 423 p. (ISBN 2-07-072741-6, présentation en ligne).
- Carlo Ginzburg (trad. de l'italien par Giordana Charuty), Les Batailles nocturnes : sorcellerie et rituels agraires, (XVIe-XVIIe siècles) [« I Benandanti. Stregoneria e culti agrari tra Cinquecento e Seicento »], Paris, Flammarion, coll. « Champs » (no 135), 1984, 270 p. (ISBN 978-2-08-124477-1)
- (en) Richard Kieckhefer, European Witch Trials : their Foundations in Popular and Learned Culture, 1300-1500, Routledge, coll. « Routledge Library Editions : Witchcraft », 2016, 188 p. (ISBN 978-1-138-96913-1)
- (en) Richard Kieckhefer, Magic in the Middle Ages, Cambridge, Cambridge University Press, 2014, 2e éd. (1re éd. 1989), 240 p. (ISBN 978-1-107-43182-9, présentation en ligne).
- Gábor Klaniczay, Ildikó Kristof et Marie-Pierre Gaviano, « Écritures saintes et pactes diaboliques. Les usages religieux de l'écrit (Moyen Âge et Temps modernes) », Annales. Histoire, Sciences sociales, Paris, Armand Colin, nos 4-5 « Pratiques d'écriture »,‎ juillet-octobre 2001, p. 947-980 (lire en ligne).
- Brian P. Levack (trad. de l'anglais par Jacques Chiffoleau), La grande chasse aux sorcières en Europe aux débuts des Temps modernes [« The Witch-Hunt in Early Modern Europe »], Seyssel, Champ Vallon, coll. « Époques », 1991, 281 p. (ISBN 2-87673-120-7, présentation en ligne),
- Théophile Louïse, De la sorcellerie et de la justice criminelle à Valenciennes (XVIe et XVIIe siècles), Valenciennes, Typ. de E. Prignet, 1861, 264 p. (lire en ligne), présentation en ligne.
- Franck Mercier, La vauderie d'Arras : une chasse aux sorcières à l'automne du Moyen Âge, Rennes, Presses universitaires de Rennes, coll. « Histoire », 2006, 413 p. (ISBN 2-7535-0191-2, présentation en ligne, lire en ligne), [présentation en ligne].
- Frank Mercier et Martine Ostorero, L'énigme de la Vauderie de Lyon : enquête sur l'essor de la chasse aux sorcières entre France et Empire (1430-1480), Florence, SISMEL - Edizioni del Galluzzo, coll. « Micrologus' Library » (no 72), 2015, VIII-463 p. (ISBN 978-88-8450-659-7, présentation en ligne). L'ouvrage comporte la transcription du texte La Vauderye de Lyonois en brief en latin avec traduction française en regard.
- Robert Mandrou, Magistrats et sorciers en France au XVIIe siècle : une analyse de psychologie historique, Paris, Seuil, coll. « L'univers historique », 1989, 576 p. (ISBN 2-02-005648-8)
- Robert Muchembled, La sorcière au village (XVe-XVIIIe siècles), Paris, Gallimard, coll. « Folio Histoire » (no 36), 1991, 310 p. (ISBN 2-07-032652-7, présentation en ligne)
- Robert Muchembled (dir.), Magie et sorcellerie en Europe : du Moyen âge à nos jours, Paris, Armand Colin, 1994, 335 p. (ISBN 2-200-21399-9).
- Robert Muchembled, Le roi et la sorcière : l'Europe des bûchers, XVe-XVIIIe siècle, Paris, Desclée, coll. « Mémoires chrétiennes », 1993, 264 p. (ISBN 2-7189-0615-4).
- (en) Marko Nenonen (éd.) et Raisa Maria Toivo (éd.), Writing Witch-Hunt Histories : Challenging the Paradigm, Leyde / Boston, Brill, coll. « Studies in Medieval and Reformation Traditions » (no 173), 2014, XIV-220 p. (ISBN 978-90-04-25790-0, présentation en ligne).
- Martine Ostorero (dir.), Georg Modestin (dir.) et Kathrin Utz Tremp (dir.), Chasses aux sorcières et démonologie : entre discours et pratiques (XIVe – XVIIe siècles), Florence, SISMEL - Edizioni del Galluzzo, coll. « Micrologus' Library » (no 36), 2010, XXVIII-447 p. (ISBN 978-88-8450-392-3, présentation en ligne).
- Martine Ostorero (préf. Agostino Paravicini Bagliani), Le diable au sabbat : littérature démonologique et sorcellerie, 1440-1460, Florence, SISMEL - Edizioni del Galluzzo, coll. « Micrologus' Library » (no 38), 2011, XVII-806 p. (ISBN 978-88-8450-402-9, présentation en ligne), [présentation en ligne], [présentation en ligne].
- Martine Ostorero, « Folâtrer avec les démons » : sabbat et chasse aux sorciers à Vevey (1448), Lausanne, Université de Lausanne, coll. « Cahiers lausannois d'histoire médiévale » (no 47), 2008, 2e éd. (1re éd. 1995), XV-323 p. (ISBN 978-2-940110-61-2 et 2-940110-61-1, présentation en ligne).
- Michel Porret, L'Ombre du Diable : Michée Chauderon, dernière sorcière exécutée à Genève (1652), Genève, Georg éditeur, 2019, 2e éd., 296 p. (ISBN 978-28257-1090-6, présentation en ligne).
- Alfred Soman, « Les procès de sorcellerie au parlement de Paris (1565-1640) », Annales. Économies, Sociétés, Civilisations, Paris, Armand Colin, no 4,‎ juillet-août 1977, p. 790-814 (lire en ligne).
- Alfred Soman, « La décriminalisation de la sorcellerie en France », Histoire, économie et société, Paris, CDU Sedes, no 2,‎ 2e trimestre 1985, p. 179-203 (lire en ligne).
- (en) Laura Stokes, Demons of Urban Reform : Early European Witch Trials and Criminal Justice (1430-1530), Basingstoke / New York, Palgrave Macmillan, coll. « Palgrave Historical Studies in Witchcraft and Magic », 2011, VII-235 p. (ISBN 978-1-4039-8683-2, présentation en ligne).
- Ludovic Viallet, Sorcières ! La grande chasse, Paris, Armand Colin, 2013, 220 p. (ISBN 978-2-200-27960-8, présentation en ligne). Réédition : Ludovic Viallet, La grande chasse aux sorcières : histoire d'une répression, XVe – XVIIIe siècle, Paris, Armand Colin, coll. « Mnémosya », 2022, 222 p. (ISBN 978-2-200-62985-4).

#### Essais et articles de vulgarisation
- (en) Anne Llewellyn Barstow, Witchcraze : A New History of the European Witch Hunts, Pandora, 1994.
- Barbara Ehrenreich, Deirdre English, Sorcières, sages-femmes et infirmières une histoire de femmes soignantes, Cambourakis.
- Silvia Federici, Caliban et la Sorcière - Femmes, corps et accumulation primitive, Essai, traduction de l’anglais (États-Unis) par le collectif Senonevero, revue et complétée par Julien Guazzini, éditions Entremonde, Co-édition avec les éditions Senonevero.
- Josiane Ferrari-Clément, Catillon et les écus du diable, Fribourg, Éditions La Sarine, 2008. Recension : Naïké Desquesnes, « À nous le temps des sorcières », Le Monde diplomatique, septembre 2014.
- Weronika Zarachowicz, « Et si les sorcières renaissaient de leurs cendres ? », Télérama, avril 2015.

### Radio et scène
- Michelle Perrot, Histoire de Femmes : Hérétiques et sorcières, France culture, 14/03/05
- Car ils croyaient brûler le diable en Normandie, comédie musicale créée par l'association les Alberts (CD 1990). Paroles et musique de Daniel Bourdelès. D’après le roman éponyme de Louis Costel qui évoque un célèbre procès de sorcellerie, au XVIIe siècle, dans le département de la Manche.